# Ayacucho (ciutat)
Ayacucho és una ciutat peruana capital del districte homònim, de la província de Huamanga i del departament d'Ayacucho. Va ser fundada com a San Juan de la Frontera de Huamanga el 25 d'abril de 1540 i anomenada Huamanga fins al 15 de febrer de 1825.
És al vessant oriental de la serralada dels Andes a una altitud de 2761 msnm i gaudeix d'un clima temperat i sec, amb brillantor solar tot l'any.
És un dels conjunts arquitectònics i artístics més notables del Perú. Se'l coneix com la «Ciutat de les Esglésies», degut als nombrosos temples colonials, i com a «Ciutat Senyorial» per l'arquitectura, tradició i art.
La ciutat té fama tant nacional com internacional gràcies a les peces d'artesania que s'hi fabriquen, motiu pel qual va ser declarada com a Capital de l'Art Popular i de l'Artesania del Perú. Destaquen les talles en alabastre (material conegut a la zona com a pedra de Huamanga), la terrisseria –en especial els bous i esglésies de Quinua–, la filigrana del barri de Santa Ana i principalment els cotitzats retaules ayacuchanos. En honor a aquesta ciutat peruana i a la batalla d'independència ocorreguda al seu territori, els països andins d'Argentina, Bolívia, Equador i Veneçuela, van refundar cadascun una ciutat que van rebatejar Ayacucho.
És una ciutat de molt alt fervor catòlic. Posseeix més de trenta temples virregnals d'estil renaixentista, barroc i mestís, que alberguen fines obres d'art com pintures, imatgeria religiosa i retaules de fusta daurada. A més, s'hi poden apreciar casals colonials, restes arqueològiques i manifestacions artístiques que revelen un passat històric i una tradició encara vigent.
Així mateix destaca per la música i festivitats, com els carnavals i sobretot la Setmana Santa, ambdues declarades Patrimoni Cultural de la Nació. Aquesta darrera es considera la segona més important del món, pel que fa a celebració de la Setmana Santa.

## Toponímia

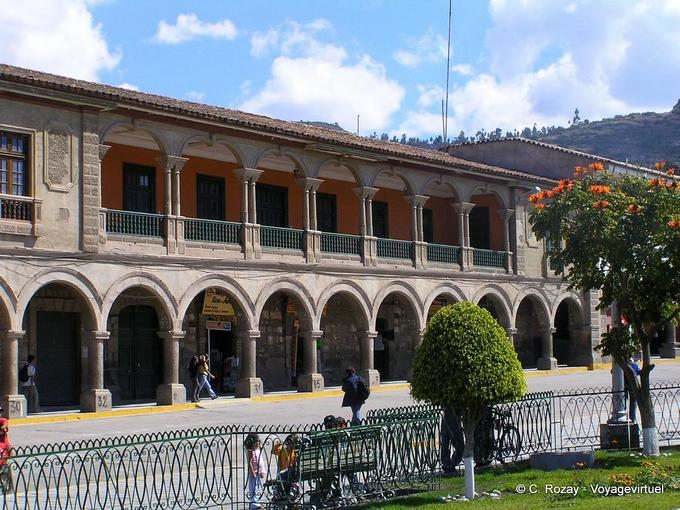
Portal Independencia

### Huamanga
Waman qaqa és la denominació quítxua amb la qual es coneixia el lloc de l'actual ciutat abans de la colonització espanyola. Segons la tradició local l'Inca Viracocha descansà en aquest lloc durant una de les seves campanyes i va donar menjar de la mà a un falcó que es va posar a les espatlles. L'inca va exclamar: «Guaman ca», que vol dir «té, falcó».
Per la seva fundació espanyola el primer nom que va rebre la ciutat va ser «San Juan de la Frontera de Huamanga». «San Juan» en homenatge a Sant Joan Evangelista i «frontera» per estar a la frontera militar i ser baluard espanyol contra els atacs de Manco Inca. Durant les guerres civils entre conqueridors, es va canviar el nom en San Juan de la Victoria de Huamanga, en commemoració del triomf dels exèrcits lleials a la corona sobre les forces rebels de Diego de Almagro el Mozo, a la batalla de Chupas, el 16 de setembre de 1542.

### Ayacucho
La denominació original de Huamanga va ser canviada per la d'Ayacucho mitjançant decret del Libertador Simón Bolívar del 15 de febrer de 1825. El canvi es va donar com a homenatge a la victòria de l'exèrcit patriota a la batalla d'Ayacucho.
El vocable Ayacucho deriva del vocable quítxua «aya» (mort) i «k'uchu» (llar-racó). En conseqüència, la paraula Ayacucho etimològicament significa «racó dels morts», expressió que podria resultar d'un conjunt de restes humanes que s'hi van trobar, com a conseqüència de les batalles que van sostenir els primers habitants, anhelant fundar una vila en aquest lloc estratègic.

### Gentilici i hipocorístic
El gentilici castellà de Huamanga és «huamanguino», abans escrit «guamanguino», com, per exemple a les il·lustracions de Guaman Poma o a l'escut de la Universitat San Cristóbal de Huamanga.
D'altra banda, a diferència de les ciutats anomenades Ayacucho a l'Argentina, Bolívia, l'Equador i Veneçuela (on el gentilici és «ayacuchense»), els naturals de la ciutat peruana d'Ayacucho són denominats «ayacuchanos».
El cronista Pedro Cieza de León en la seva obra Crònica del Perú, escrigué que a Huamanga hi havia molts coloms, fet que hi atreia molts falcons (Falco peregrinus), aficionats a menjar aus de mida mitjana com ara ànecs, gallines i pollastres.
Tradicionalment l'hipocorístic dels ayacuchanos o huamanguinos és wallpa sua, «lladre de gallines»,
| « | ”...[…] Dicen, que cuando se fundó Huamanga en el siglo XVI, se asentaron muchísimos españoles de las distintas clases y estirpes en la ciudad. Además de gente de abolengo, había también otros aventureros y gente sin escrúpulos reclutados de la península. Con el tiempo estos alcanzaron riqueza y posición social y algunos llegaron a formar parte de la aristocracia local. Se había transformado en personas supuestamente honorables. […] Pero hay un dicho: «gallina que come huevo aunque le quemen el pico». Pues a esta casta de hombres, nada podía quitarle la manía de disfrutar de lo ajeno. […] Entre ellos, un tal Negro Ruiz, decía que gallina robada sabía más sabrosa y él mismo se encargada de hurtos. Este verenable wallpa sua murió ahogado al caer en su propia letrina persiguiendo a una atlética gallina de los Toledo. Bueno, y como el mal ejemplo cunde, el robo de gallinas se puso en boga por toda la colonia y después de ella. […] Desde ese entonces, todo huamanguino lleva de apellido la imborrable etiqueta de «roba gallina».. | » |

## Símbols
EscutL'escut d'armes de Huamanga fou concedit per Felip II en mèrit de la sol·licitud que dirigís el 1564 don Juan Pantiel de Salinas, XVI Corregidor de seu ajuntament.
| «                                                                                    | ”...en campo de azur sobre el que se carga un castillo de oro, alusivo sin duda al vencimiento de la fortaleza o pucará situada cerca de la ciudad y por ser, además, plaza fuerte fronteriza contra los indios. Sobre el escudo y en medio de nubes aparece el Agnus Dei, echado sobre el libro de siete sellos y llevando una bandera roja de dos puntas, con cruz de plata como es costumbre pintarlo, él alude indudablemente al simbólico cordero de San Juan Bautista, cuyo nombre se dio a la ciudad” | » |
| — Párrafo del discurso del Dr. Enrique Gamarra en Madrid el 21 de diciembre de 1929. | |   |

”...en campo de azur sobre el que se carga un castillo de oro, alusivo sin duda al vencimiento de la fortaleza o pucará situada cerca de la ciudad y por ser, además, plaza fuerte fronteriza contra los indios. Sobre el escudo y en medio de nubes aparece el Agnus Dei, echado sobre el libro de siete sellos y llevando una bandera roja de dos puntas, con cruz de plata como es costumbre pintarlo, él alude indudablemente al simbólico cordero de San Juan Bautista, cuyo nombre se dio a la ciudad”
Párrafo del discurso del Dr. Enrique Gamarra en Madrid el 21 de diciembre de 1929.

Des del 28 de juliol de 1930 s'exhibeix a la sala d'actes de la Municipalitat Provincial de Huamanga una reproducció de l'escut de la ciutat modelat en bronze.
Bandera i himneSobre un fons celeste la bandera conté l'escut de la ciutat. D'altra banda el 18 d'abril del 2013 es va reconèixer oficialment de l'himne de Huamanga com a símbol d'identitat i identificació dels seus ciutadans.

## Geografia

### Situació
La ciutat d'Ayacucho és a l'extrem nord-occidental del departament i al sud de la serralada central del país, a l'àrea meridional dels Andes. La ciutat ocupa el districte d'Ayacucho, també conegut com a centre històric, i de forma imprecisa anomenat cercado, així com l'àrea urbana dels districtes de Carmen Alto, Andrés Avelino Cáceres, San Juan Bautista i Jesús Nazareno, a les valls dels rius Huatatas i Chacco.

### Clima

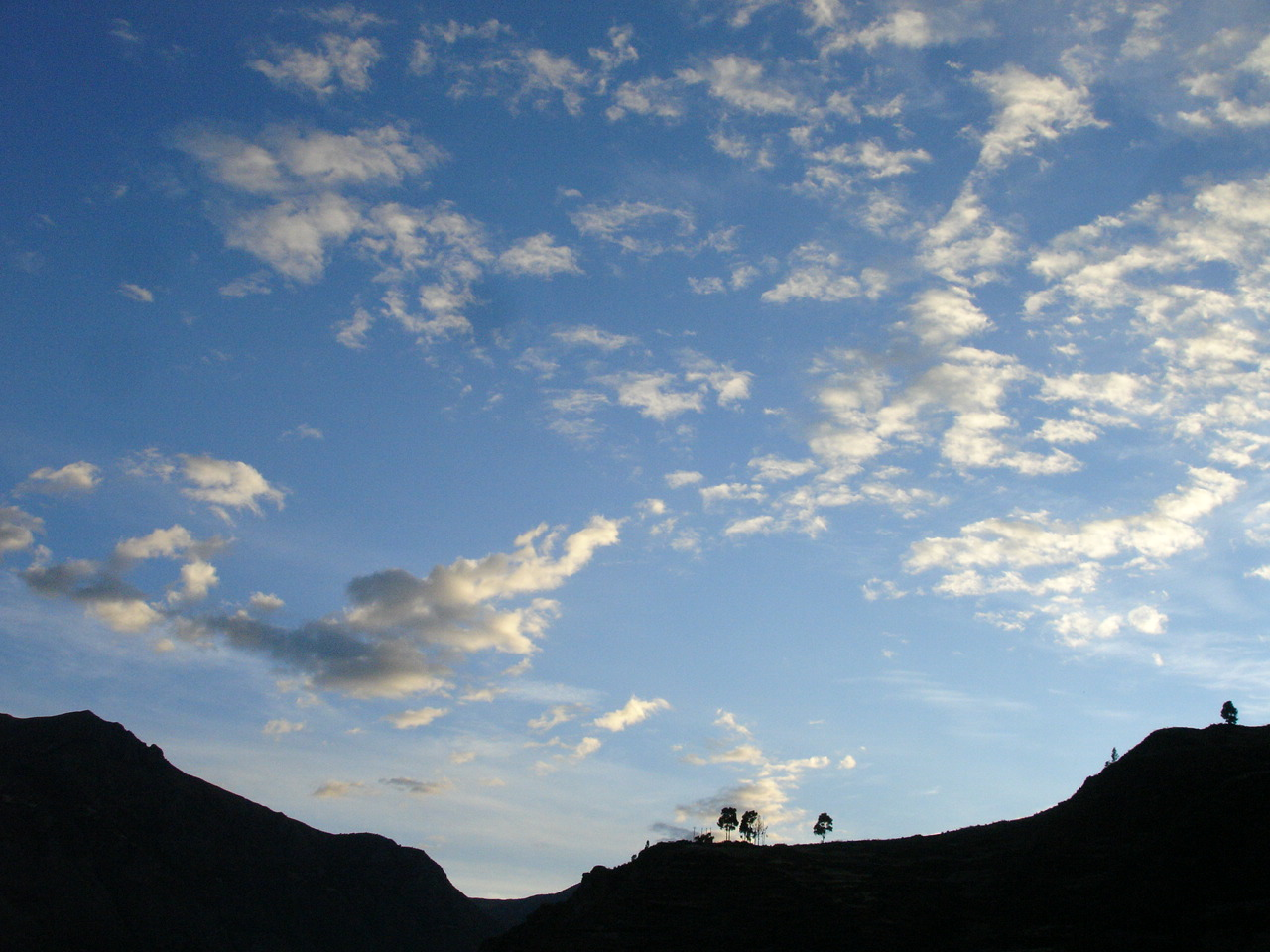
Clima ayacuchano.

La ciutat d'Ayacucho és a la regió Quechua, d'acord a la classificació feta pel geògraf peruà Javier Pulgar Vidal que va categoritzar el territori del Perú en vuit regions naturals. Aquesta regió es caracteritza per tenir amplis congostos de fons plans. El clima és temperat i sec, amb una temperatura mitjana de 17,5 °C i una humitat relativa mitjana de 56%. Pot considerar-se una vall a mitjana altura; quant a la humitat és considerada com a zona semiàrida. La temporada de pluges és entre el novembre i el març.
Des del punt de vista ecològic correspon a la formació vegetal denominada «Bosc sec montà baix» segons el sistema de classificació de zones de vida de Holdridge. La conca està limitada pels contraforts dels Andes, els turons dels quals envolten la ciutat i són de baixa altura: el cerro La Picota a l'oest i el cerro Acuchimay al sud. En aquestes condicions de topografia es donen la irradiació, la formació de núvols i pluges, que en conjunt formen el clima d'Ayacucho.

## Història

### Primers pobladors
Els vestigis històrics descoberts a les coves de Piquimachay demostren que la localitat on hi ha la ciutat d'Ayacucho ha estat habitada des de fa 22.000 anys. Aquestes restes foren descobertes l'any 1966 per l'arqueòleg nord-americà Richard MacNeish, que, en el seu afany de buscar l'origen del blat de moro a Amèrica, arribà a Ayacucho i descobreix les proves més antigues de la presència de l'home a l'Amèrica del Sud.
Piquimachay també va mostrar que, als Andes, el trànsit de l'ús de la pedra tallada (Paleolític) a la pedra polida (Neolític) no va seguir els motlles eurasiàtics: el polit petri no va marcar el sorgiment de llogarets ni la invenció de l'agricultura; tampoc no hi va haver una edat dels metalls que definís la formació d'un sistema de poder polític.

### Cultura warpa
A Ayacucho, com a moltes zones andines, l'experimentació agrícola imposà una rígida organització dels grups humans. Durant tot el procés de formació de les cultures regionals agrícoles (entre els anys 1500 i 200), Ayacucho fou la seu d'expressions originals, moltes encara escassament estudiades. Hi ha testimonis del període formatiu primerenc a Wichqana, que alguns estudiosos relacionen amb els kotosh/wayrajirca (Huánuco) i amb els waywaqa (Andahuaylas).
Luis Guillermo Lumbreras diu que la primera gran expressió cultural unificadora de l'àrea d'Ayacucho va sorgir cap al segle I. Visqué el seu apogeu entre els segles II i V. Es tracta de la cultura huarpa (o warpa), el principal assentament urbà de la qual va estar a Ñahuinpuquio, al sud de l'actual ciutat d'Ayacucho.
Els huarpa haurien eixamplat la frontera agrícola de la regió mitjançant la construcció d'andanes (lagunillas), preses (quicapata) i canals (racaypampa). Es creu que parlaven la llengua aru. La major fase de desenvolupament dels huarpes va coincidir amb una notòria presència a la regió de la costanera Cultura del Nazca.
També hi ha incerteses sobre el destí final dels huarpes. Segons Luis Guillermo Lumbreras, entre els segles V i VI Huarpa es va convertir progressivament en la cultura wari. Federico Kauffmann Doig, en canvi, assigna una importància decisiva a la presència a la regió d'Ayacucho, cap a l'any 600 de la nostra era, de la cultura tiahuanaco, de l'altiplà, l'empremta estilística del qual hauria estat fonamental per al sorgiment del que avui s'anomenen wari.

### Imperi wari

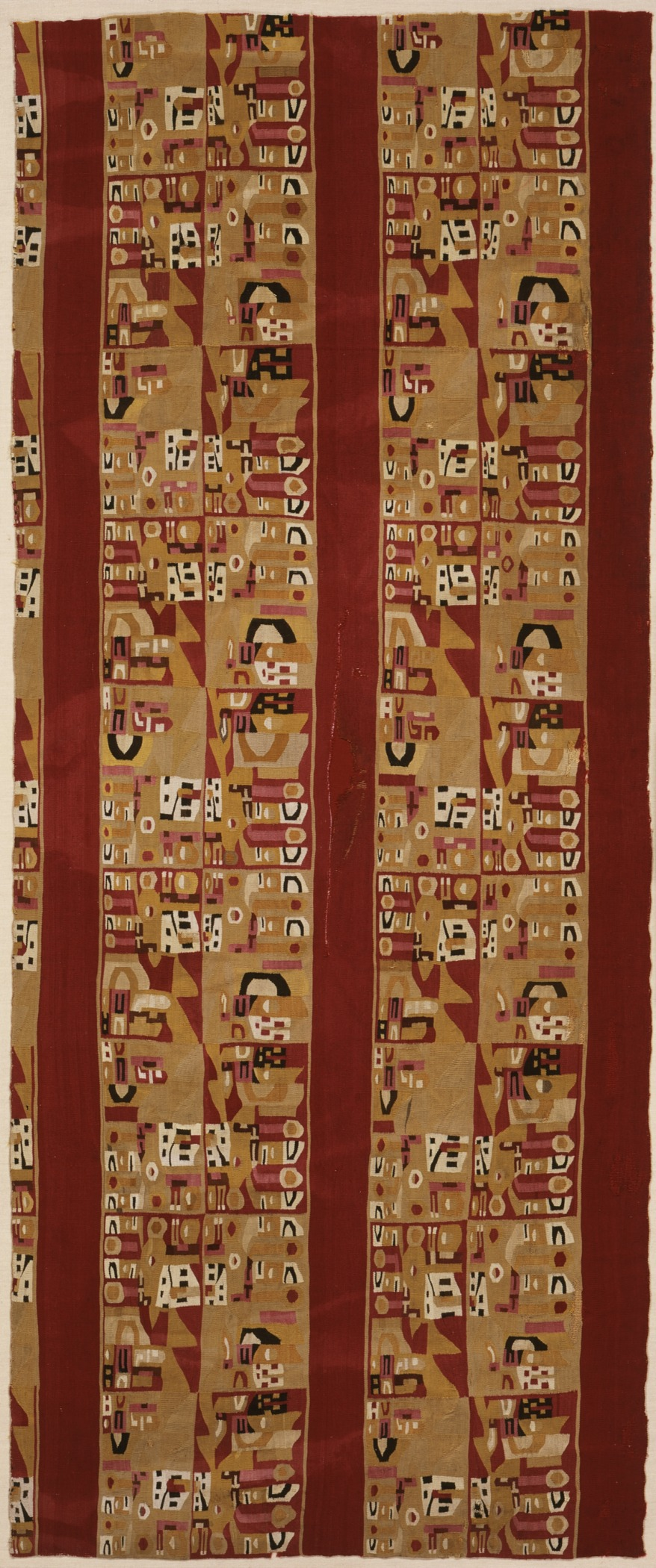
Túnica wari.

La cultura wari aparegué entre els anys 500 a 1100 a una vintena de km al nord-est de la ciutat actual. La cultura wari es va formar sobre la base de les cultures huarpa, nazca i tiahuanaco. Ayacucho fou el centre polític administratiu d'aquest primer imperi andí pre-incaic, que assolí alts nivells de qualitat en la producció de ceràmica, teixits, metalls i pedra, entre els anys 1100 - 1420 dC en el període dels chancas. La ciutat de Wari va arribar a tenir una població superior als 50.000 habitants. L'Imperi Wari s'expandí fins als territoris que corresponen als actuals departaments de Cajamarca i Lambayeque pel nord; i vers el sud fins al que avui dia són els departaments de Cusco i Moquegua.
El patró arquitectònic imperial establert a la portentosa ciutat de Wari fou reproduït a les ciutats waris de Piquillacta (Cuzco), Huilcahuaín i Oncopampa (Ancash), Huarihuillca (Junín), Cajamarquilla (Lima) i Pachacámac (Lima).
Ayacucho deu a l'imperi wari la màxima esplendor artesanal del període prehispànic. Des d'Ayacucho es difongué l'ús del carmí, colorant extret de la cotxinilla. Recíprocament, Ayacucho va obtenir en aquesta fase cotó, que procediria de chincha; lapislàtzuli, originari de Moquegua i fusta fina d'Apurímac.
Amb el debilitament de l'Imperi Wari sorgiren diverses societats locals que adquiriren poder progressivament, entre d'altres els pocras, chancas, willcas, uramarcas, atunsullas, andamarca, angaraes, quinuallas i altres grups indígenes regionals que s'anaren agrupant en el que es va conèixer com la cultura chanka que arribà a rivalitzar amb els inques. Van arribar a ocupar Cusco, sent vençuts pels inques durant el govern de Pachacútec al segle xv.

### Època incaica

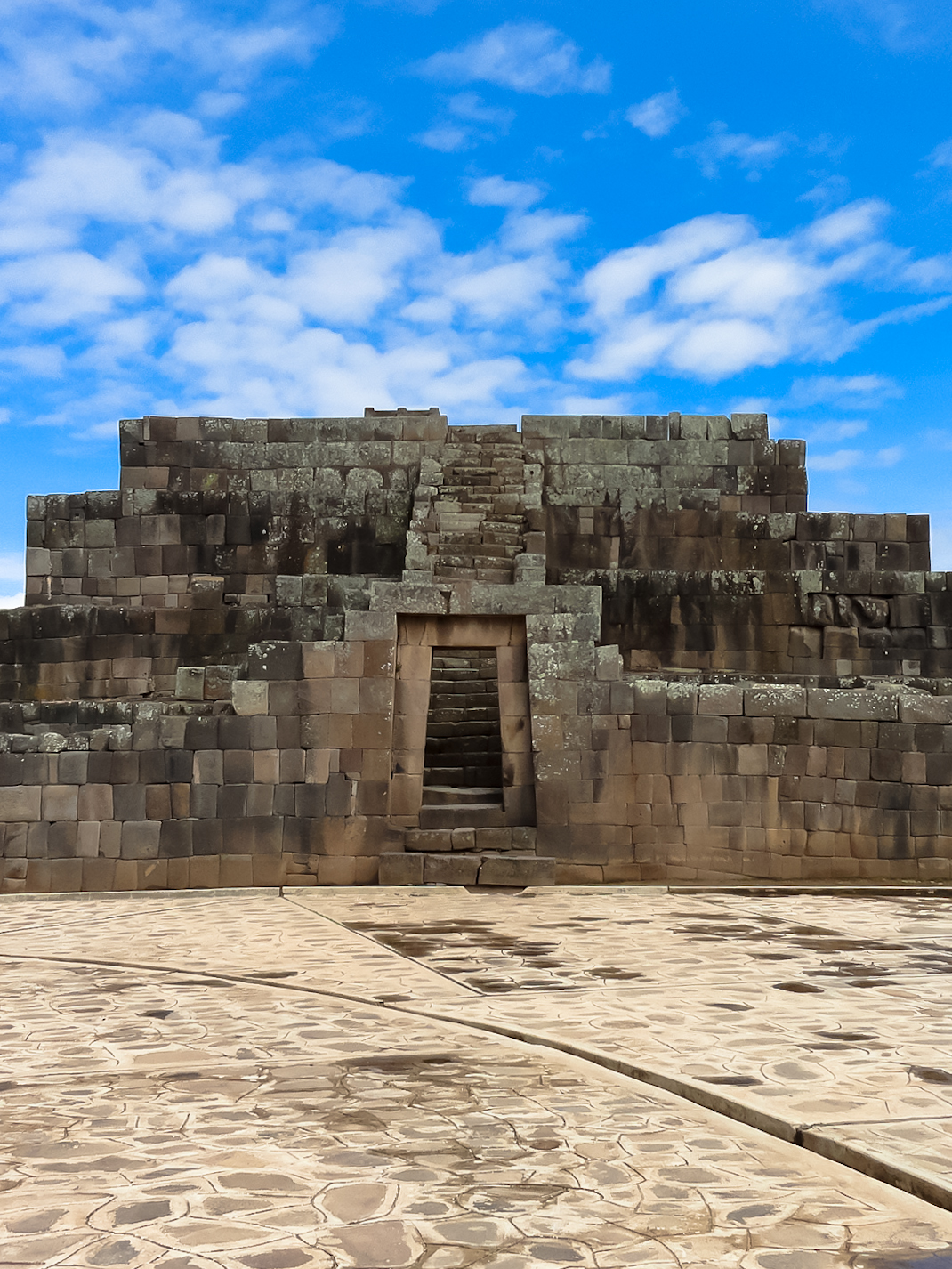
Ushnu o Piràmide Cerimonial Inca, Vilcashuaman.

Vers el segle xv la regió fou ocupada pels inques, després de la derrota dels Pacoras i Hanan Chankas de Parcos, que controlaven tots els ayllus de l'Ancoyaco (Mantaro) i que tenien com a capital Paucarbamba.
Els inques van confirmar l'actual emplaçament de la ciutat com a centre administratiu, capital de la localitat i base de la coalició amb els xauxas i wankas del que avui és la regió de Junín. També aplicaren la seva política de mitimaes, i van traslladar molt poques poblacions originàries a altres llocs i repoblar Ayacucho amb ètnies i pobles d'uns grapat de llocs de l'imperi.
Com a consequencia s'erigí el centre administratiu religiós de Vilcashuamán (falcó sagrat en quítxua) a la zona, el qual compta amb l'Ushnu o Piràmide Cerimonial, el Temple per al Sol i la Lluna, l’Aclahuasi o Temple de les Verges i una Plaça plana i central. La distribució de la ciutat de Vilcashuamán es va fer de tal manera que en conjunt formin la figura d'un falcó (guaman). S'atribueix la construcció a l'Inca Túpac Yupanqui.
A partir de 1532, amb la invasió dels espanyols, la regió d'Ayacucho sofreix un procés d'invasió i ocupació hispana, que va durar aproximadament fins a 1537.

### Època virregnal

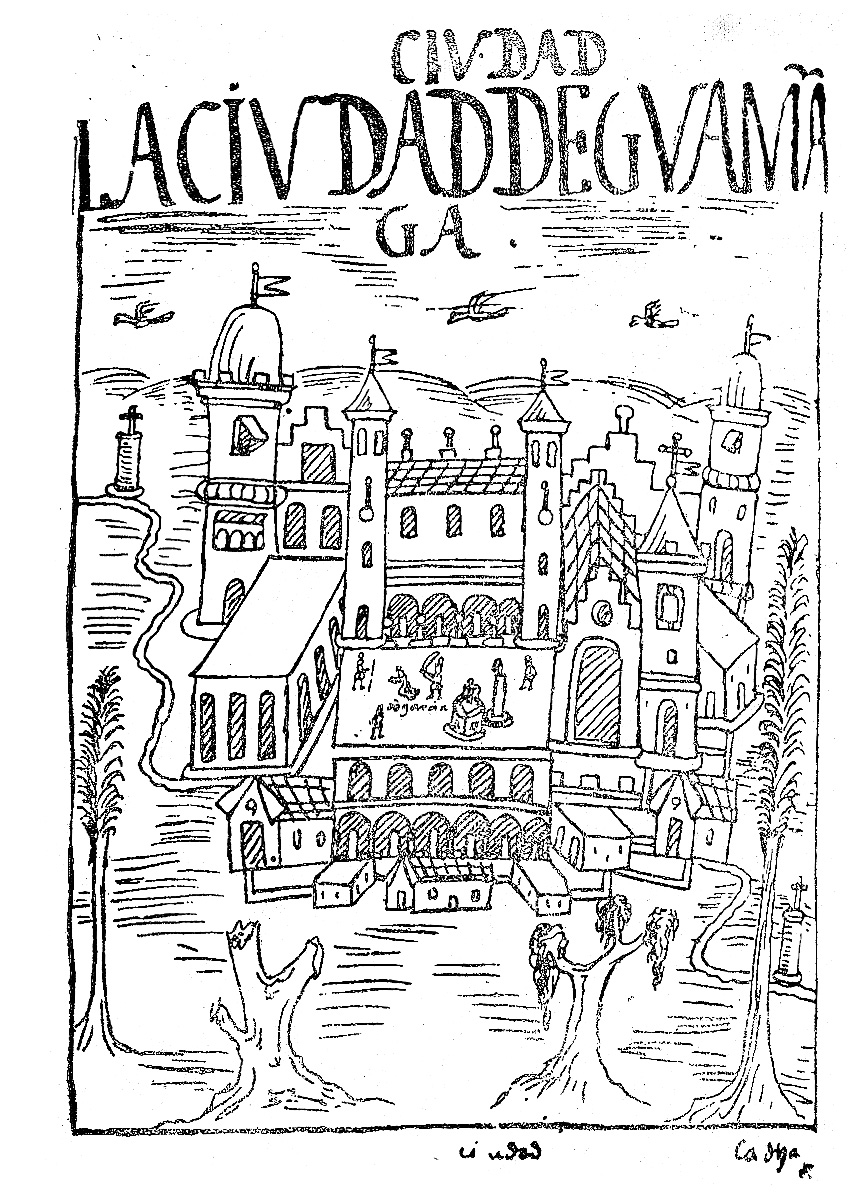
La ciutat de Huamanga, segons Felipe Guamán Poma de Ayala. El temple amb portals ocupa l'extensió de la plaça amb dues torres als extrems. Sembla que ha volgut simbolitzar una ciutat amb molts temples, col·locant-hi cinc torres.

La fundació espanyola de la ciutat de Guamanga obeí a tres raons principals: En primer lloc, protegir al naixent estat virregnal del perill que significaven les tropes rebels de Manco Inca (assentades a Cocha, al districte d'Iguain, Huanta). La segona raó foren les desavinences entre els mateixos hispans que pretenien més solars i terres que revocaven Vasco de Guevara i el llicenciat Antonio de la Gama a nom de Francisco Pizarro. La tercera i principal raó obeïa a la necessitat d'una ciutat intermèdia a la llarga ruta entre Lima i Cusco. Aquests motius tenen relació amb un sol tema: el control i la seguretat de territori recentment conquerit.
Així, el 29 de gener de 1539, Francisco Pizarro funda Huamanga, amb el nom de San Juan de la Frontera, acompanyant-l'hi en aquella ocasió el llicenciat Antonio de Carbajal i el clergue Juan de Sosa. Pizarro designà Francisco de Cárdenas primer tinent governador, que més tard va cedir el càrrec al capità Vasco de Guevara. En aquell moment amb prou feines hi havia 24 veïns i 40 habitants espanyols.
És en aquestes circumstàncies, vespres del Nadal de 1539, quan va arribar el nou tinent governador, Vasco de Guevara, que després d'una anàlisi per les queixes, arribà a la conclusió que el lloc on s'havien establert els colons, era un lloc «fred», «plujós», «ennuvolat» i estratègicament jugava en contra del seu objectiu, que era preservar la seguretat dels transeünts entre l'Imperi Inca i la Ciutat dels Reis. Davant d'aquesta constatació es decideix convocar un cabildo als principals veïns i clergues. L'1 d'abril de 1540 s'acordà traslladar la ciutat a un altre lloc amb millors condicions de vida.
Mès tard el primer assentament és traslladat cap al paratge denominat Pacora o Pocora castellanitzat com Pukaray (al·ludeix a alguna fortalesa inca que hi havia i que va inspirar la imatge de l'escut oficial vint anys després) on el 25 d'abril de 1540, el tinent governador Vasco de Guevara refunda, sota anuència de Francisco Pizarro, la vila San Juan de la Frontera de Huamanga. Aquesta és la raó per la qual es considera Vasco de Guevara com el segon fundador de Huamanga. La ciutat fou reconeguda per la corona espanyola com a tal el 17 de maig de 1544. Segles més tard, el 1816, se li va atorgar un escut d'armes a instàncies del diputat a les Corts de Cadis, don José de Mujica.
L'any 1586 s'encarregà a dos veïns, Pedro de Rivera i Antonio de Chávez, de complir amb una ordenança virregnal per avaluar els recursos de la regió. Tots dos van lliurar un testimoni escrit del que era la ciutat:
| «                                       | Esta ciudad tiene un temple tan moderado que no es frío ni caliente; es tan apacible que ni en verano ni invierno no da pesadumbre el calor ni el frío. La forma de las casas desta ciudad es como las de España, con sus altos y bajos y aposentos grandes y anchurosos, con sus patios y corredores, huertos y corrales... y su agua de riego que viene por una acequia principal y se reparte a las casas conforme su cantidad... El pueblo es pequeño y la forma del con calles anchas y su plaza grande y cuadrada; las calles son repartidas por cuadras... Tiene dos parroquias de indios de los que habitan para el servicio de la ciudad y de otros extavagantes que llaman yanaconas, que algunos de ellos son oficiales y tienen sus curas particulares, uno en cada parroquia. Hay veynte e cinco vecinos de encomienda y feudo de indios, y otros cincuenta que tienen casas y no indios; y de ordinario todos los españoles deste pueblo seran ciento e cincuenta | » |
| — Pedro de Rivera y Antonio de Chávez., | |   |

La fundació virregnal de la ciutat de Huamanga es dissenyà seguint el model de les ciutats espanyoles: Las Siete Partidas. La ciutat comptaria amb una Plaça Major Santa Ana (més tard coneguda com a Plaza Jerusalén), aigua, bones terres els solars de les quals van ser lliurats als primers fundadors, que majoritàriament participaren en la captura de l'Inca Atahualpa a Cajamarca. De mica en mica es traslladà el centre històric de Santa Ana i Pucacruz cap a la Plaça Major que ocupa avui dia, amb la plaça porxada construïda a la primera del segle xviii.
Després de la fundació i trasllat la ciutat sofrí un notable creixement, sobretot eclesial. Huamanga va començar amb una església major el 1540, de la qual depenien tres parròquies: la del Sagrario, que era d'espanyols, i les de Santa Ana o Hanan Parroquia, i Santa María Magdalena o Uray Parroquia (parròquia de dalt i de baix, respectivament) que eren dels anomenats naturals. Després d'aquestes s'hi instal·laren i edificaren temples dels mercedaris que arribaren amb la fundació de la ciutat el 1541, i disposaven de vuit capellanies el 1586. Els dominics s'hi van establir el 1548 i van comptar també amb sis capellanies el 1586. Finalment, els franciscans, hi traginaven assumptes des de 1552, i administraren cinc capellanies el 1586.
El panorama de convents es completa amb els dos de monges existents: Santa Clara, fundat amb recursos de la comanda i empresari Antonio de Oré, i Santa Teresa, expressió del capital acumulat pel ric miner Amador de Cabrera. Tots dos convents havien de canalitzar les expectatives del sector de dones espanyoles que no aconseguien (o no volien) contraure matrimoni. Finalment les primeres missions de jesuïtes s'instal·laren a la regió a la dècada de 1580. Aquests establiren el seu convent a principi del segle xvii que va esdevenir una de les empreses religiosa-econòmica més notable de la regió, fins a la seva expulsió el 1767.
Un punt cardinal de la vida econòmica regional durant l'època colonial fou la mineria. El centre miner que més destacà en aquella època (segles xvi i xvii) va ser la mina de mercuri de Santa Bárbara (Huancavelica). Va esdevenir ràpidament un important circuit comercial de mercuri. L'eix administratiu i comercial era a Huamanga, que era el nus de totes les rutes comercials.
Una altra activitat econòmica important durant l'època colonial foren els «obrajes», empreses manufactureres de teles grolleres i baietes elaborades per a consum de treballadors. En els obrajes es teixia artesanalment, amb els operaris reunits en un edifici que s'assemblava a les fàbriques modernes. Des de principi del segle xvii arriben teixidors als barris indígenes i mestissos de Huamanga, i fins i tot el barri de Carmen Alto, un dels més tradicionals de la ciutat, s'especialitzà en la producció tèxtil. Com a part del caràcter artesanal i comercial, la ciutat de Huamanga va adquirir el perfil d'una ciutat manufacturera on es teixia incansablement.
La ciutat de Huamanga esdevingué un gran centre comercial per a tota la província de Huamanga durant gran part del període virregnal. El lloc estratègic era pas obligat de viatgers i comerciants que des de Lima o Huancavelica es dirigien a Cusco, l'Alt Perú i al Riu de la Plata.  Això desembocà en una arquitectura particular, amb basament en pedra remuntat en fusta, una arrelada fe religiosa expressada en més de trenta temples, diversos convents i claustres.

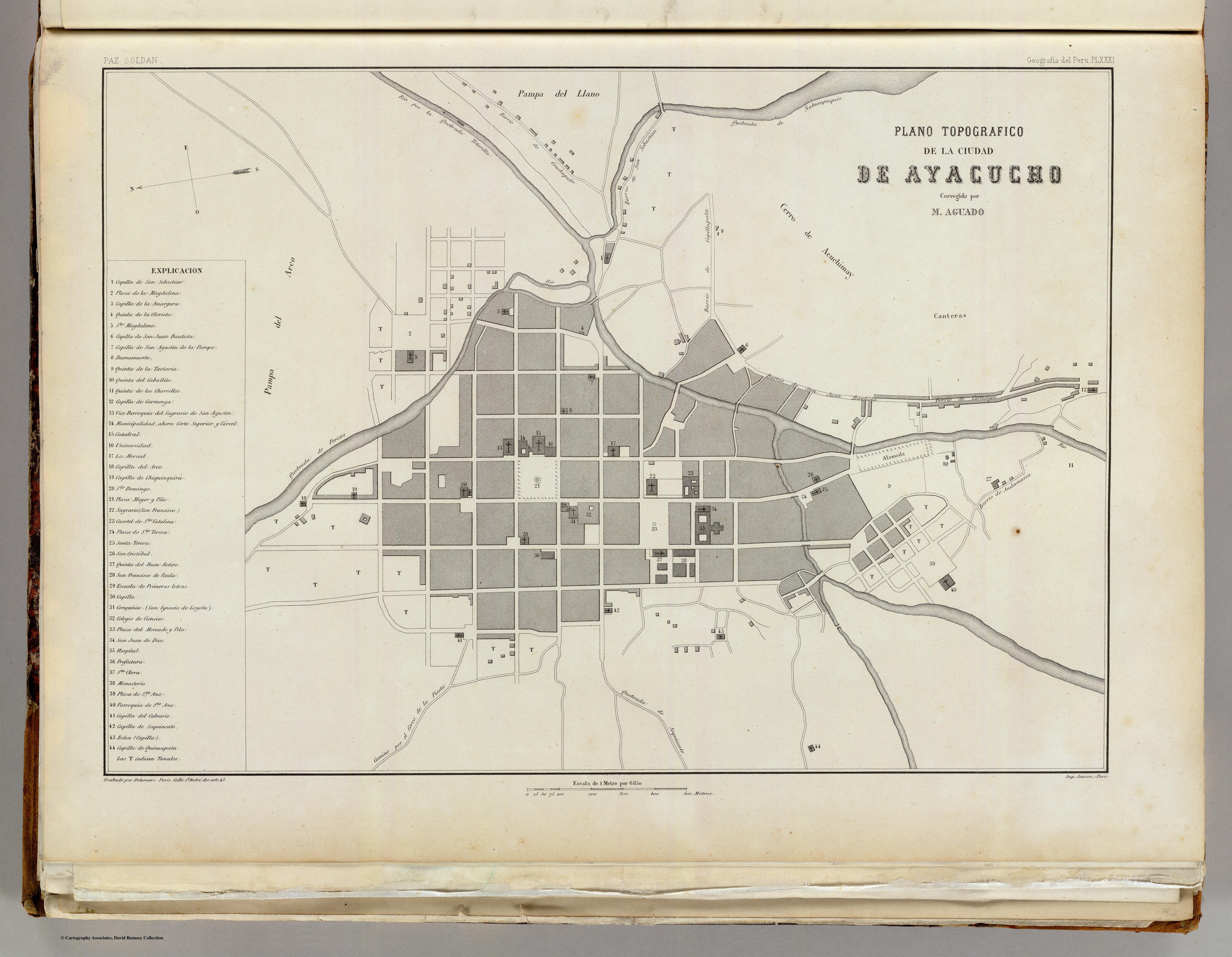
Mapa d'Ayacucho, 1865 per Mariano Paz Soldán

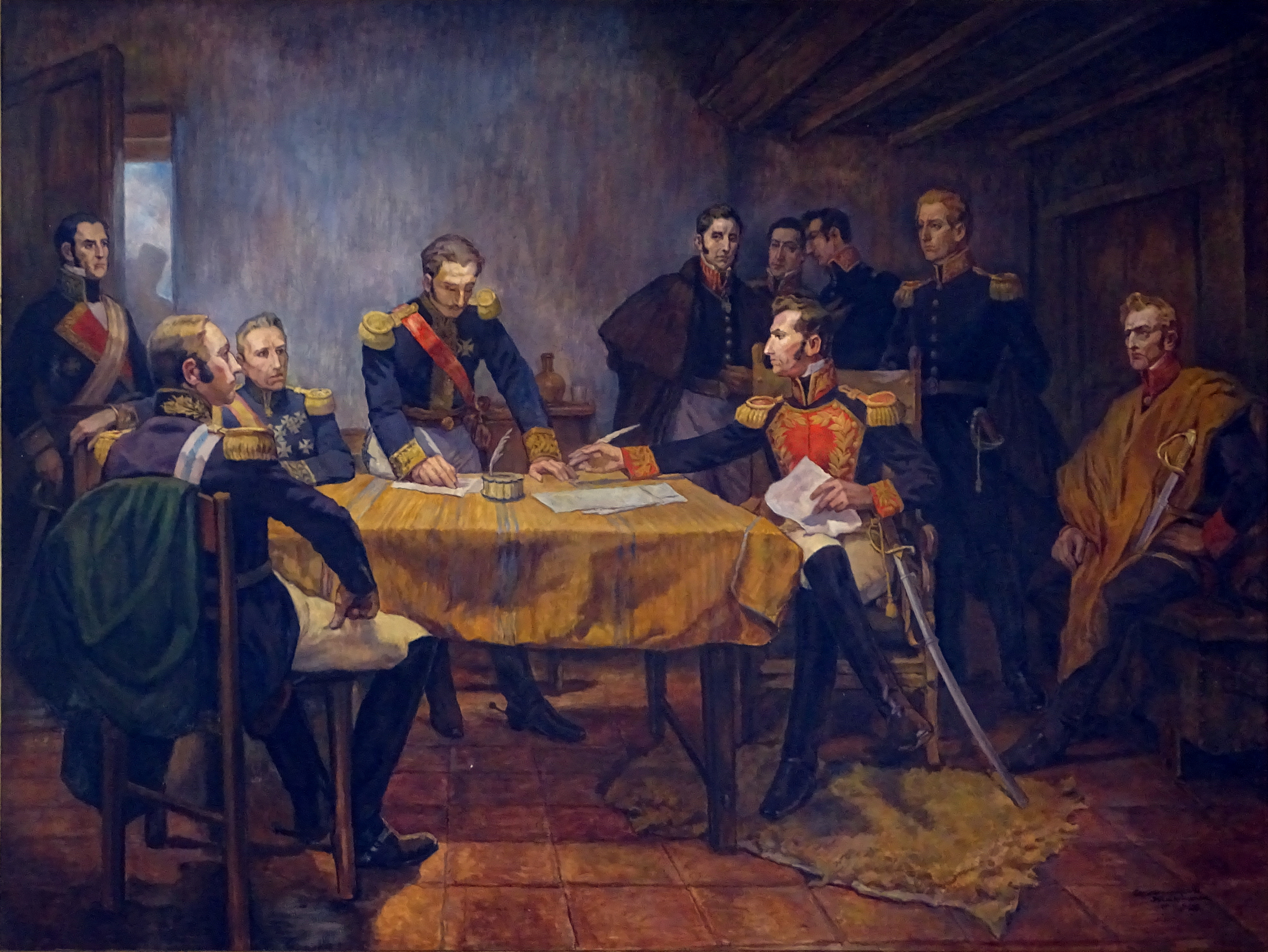
Capitulació d'Ayacucho, on es va consolidar la independència d'Amèrica.

Ja en els darrers temps del Virregnat del Perú els habitants d'Ayacucho participaren activament de les idees independentistes. Així sobresurten personatges com Basilio Auqui (cap dels vaquers de les planes dels andes peruans, anomenats morochucos), les heroïnes Ventura Ccalamaqui i María Parado de Bellido, entre d'altres. No obstant això, Huamanga encara era un centre militar de l'exèrcit reialista, d'on fins i tot van sortir les expedicions sota el comandament de Goyeneche, que el 1810 es van dirigir a sufocar les revolucions a l'Alt Perú.

### Època republicana
En el context de la Rebel·lió del Cuzco, els germans Angulo van enviar la segona expedició militar patriota a Huamanga. La van ocupar el 20 de setembre de 1814, sota el comandament de l'argentí Manuel Hurtado de Mendoza, que tenia de lloctinents el clergue José Gabriel Béjar i Mariano Angulo. Hurtado de Mendoza va ordenar marxar cap a Huancayo, que es va rendir pacíficament.
El virrei Abascal va enviar des de Lima tropes ben proveïdes i disciplinades, sota comandament del coronel Vicente González. Aquestes tropes es van reforçar amb milícies de Huanta, que romania fidel a la corona espanyola. La batalla de Huanta començà el 30 de setembre de 1814 i es va perllongar tres dies, després dels quals els patriotes es replegaren, i la van abandonar. Es van reorganitzar a Andahuaylas i van tornar a enfrontar-se als reialistes el 27 de gener de 1815, a la batalla de Matará, on de nou, foren derrotats.
El 1820 el General Juan Antonio Álvarez de Arenales, sota les instruccions de don José de San Martín, va arribar a la ciutat durant la denominada Campaña de Intermedios, que cercava atacar Lima pels Andes mentre San Martín ho feia per la costa. Així, Arenales va declarar la independència a Huamanga l'1 de novembre de 1820.
El 9 de desembre de 1824 hi ha la batalla d'Ayacucho, lliurada a les pampes del poblat veí de Quinua. L'exèrcit libertador comandat pel veneçolà Mariscal Antonio José de Sucre, va vèncer l'exèrcit realista comandat pel virrei La Serna i amb ell, signen la Capitulació d'Ayacucho. Es consolida finalment la independència del Perú i d'Amèrica.
Els problemes polítics i econòmics provocaren la clausura de la universitat el 1876 (entre altres universitats com les de Trujillo i Puno). La ciutadania va protestar contra el tancament, el 1876 els ciutadans d'Ayacucho es van reunir per a exigir al Govern el restabliment de la Universitat. A la guerra amb Xile (1879-1883) la disponibilitat de recursos amb què comptava Huamanga, va permetre al Mariscal Andrés Avelino Cáceres iniciar les campanyes contra l'exèrcit invasor.

### Època contemporània
A les dècades de 1920 i 30 es començà a gestar un discurs regionalista a Ayacucho, provocat per l'expansió del jove estat peruà i per l'exemple de la intel·lectualitat de Cusco, que reclamava un paper de lideratge cultural arran de la seva identificació amb els inques. Els habitants d'Ayacucho s'enfrontaven a algunes limitacions a l'hora d'imitar els seus congèneres de Cusco. Tot i els esforços per trobar una nació «pokra» en la documentació històrica, la ciutat no tenia cap herència precolombina pròpia, visible i documentada. Fou durant els anys 1930 que es començà a discutir la importància del proper lloc arqueològic de Huari, i a més pertanyia a una civilització que mancava completament de documentació escrita.
La intel·lectualitat d'Ayacucho es va bolcar principalment al «rescat» de la història colonial i decimonònica d'Ayacucho, i del seu folklore. Aquest projecte es va concretar a través de la creació el 1934 del Centre Cultural Ayacucho que va publicar la revista Huamanga. El grup que es va formar al voltant del Centre Cultural Ayacucho era socialment conservador i proclerical. Advocava pel desenvolupament regional i la millora de la situació de l'indi, però rebutjava els programes revolucionaris dels nous moviments polítics, en particular l'aprisme. El 1940, Ayacucho tenia 18.275 habitants, el que en feia la quarta ciutat més grans de la serralada, superada només per Huancayo (28.679), Cusco (45.158) i Arequipa (79.185).
L'estudi del folklore regional esdevingué un projecte clau per a la intel·lectualitat d'Ayacucho, com que és el bressol dels principals folkloristes peruans de mitjans del segle xx, entre ells Víctor Navarro de Águila i Efraín Morote Best. L'estudi de la música, les festivitats, les creences i els rituals populars permetia definir una identitat regional (l'ànima d'Ayacucho), i també era considerat una eina clau per a l'educació. Va ser una època d'aflorament d'expressions artístiques i culturals com el teatre, la música, l'artesania i les tradicions d'Ayacucho.
Aquest aflorament de la identitat huamanguina va ser reforçada el 1957 per la reobertura de la Universitat Nacional de San Cristóbal de Huamanga. Aquest fet es va donar en un context d'increment d'influències culturals externes (d'altres parts del país i de l'estranger) que era vist com una amenaça al repertori local. Els intel·lectuals d'Ayacucho es definien com a estudiosos i custodis no d'una cultura precolombina, sinó de la cultura vivent del poble d'Ayacucho.
Aquesta recerca d'identitat regional es va veure reduïda durant la dècada de 1980, pel fet que la regió es va veure seriosament afectada per uns problemes agraris i pel fenomen de la migració arran de la violència política. Aquesta violència va ser generada pel grup armat Sendero Luminoso, que arrabassà la vida de milers d'habitants d'Ayacucho en el seu afany de controlar el govern del Perú per via de les armes. El grup comunista Sendero Luminoso va ser fundat a la fi dels anys seixanta pel llavors professor de filosofia, Abimael Guzmán, que va establir una base a la Universitat Nacional de San Cristóbal de Huamanga. La sublevació de camperols contraris a l'acció i el pensament de Sendero Luminoso a causa de la seva falta de respecte per la cultura indígena i les seves institucions, i la captura del seu líder el 1992 van minvar la seva activitat a la ciutat.
El 1993 el nou asfaltat de la carretera Los Libertadores-Wari dona una millor connexió terrestre d'Ayacucho amb la costa i en particular amb la capital. Es redueix significativament el temps de trajecte. Campanyes governamentals a inici dels 1990 van promoure el turisme (en particular el turisme religiós) per a millorar la imatge de la ciutat al país i generar una nova activitat econòmica a la ciutat.

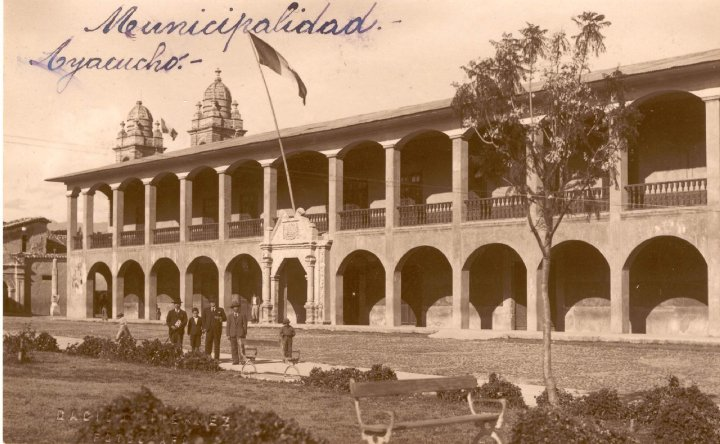
Municipalitat Ayacucho
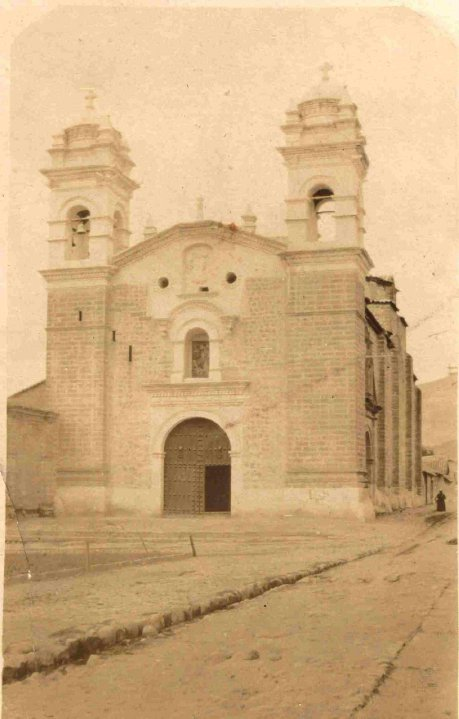
Temple San Agustin Ayacucho
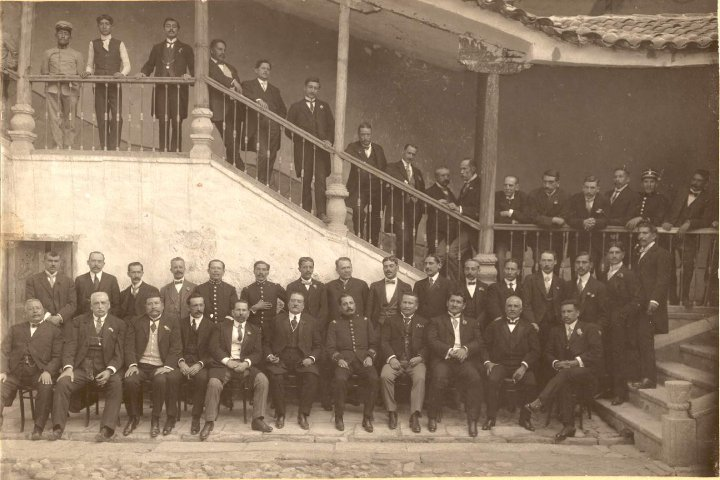
Aristocràcia ayacuchana
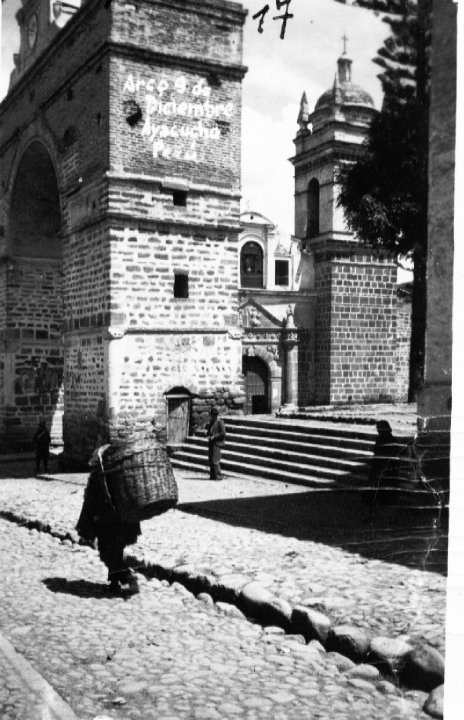
Arc Ayacucho
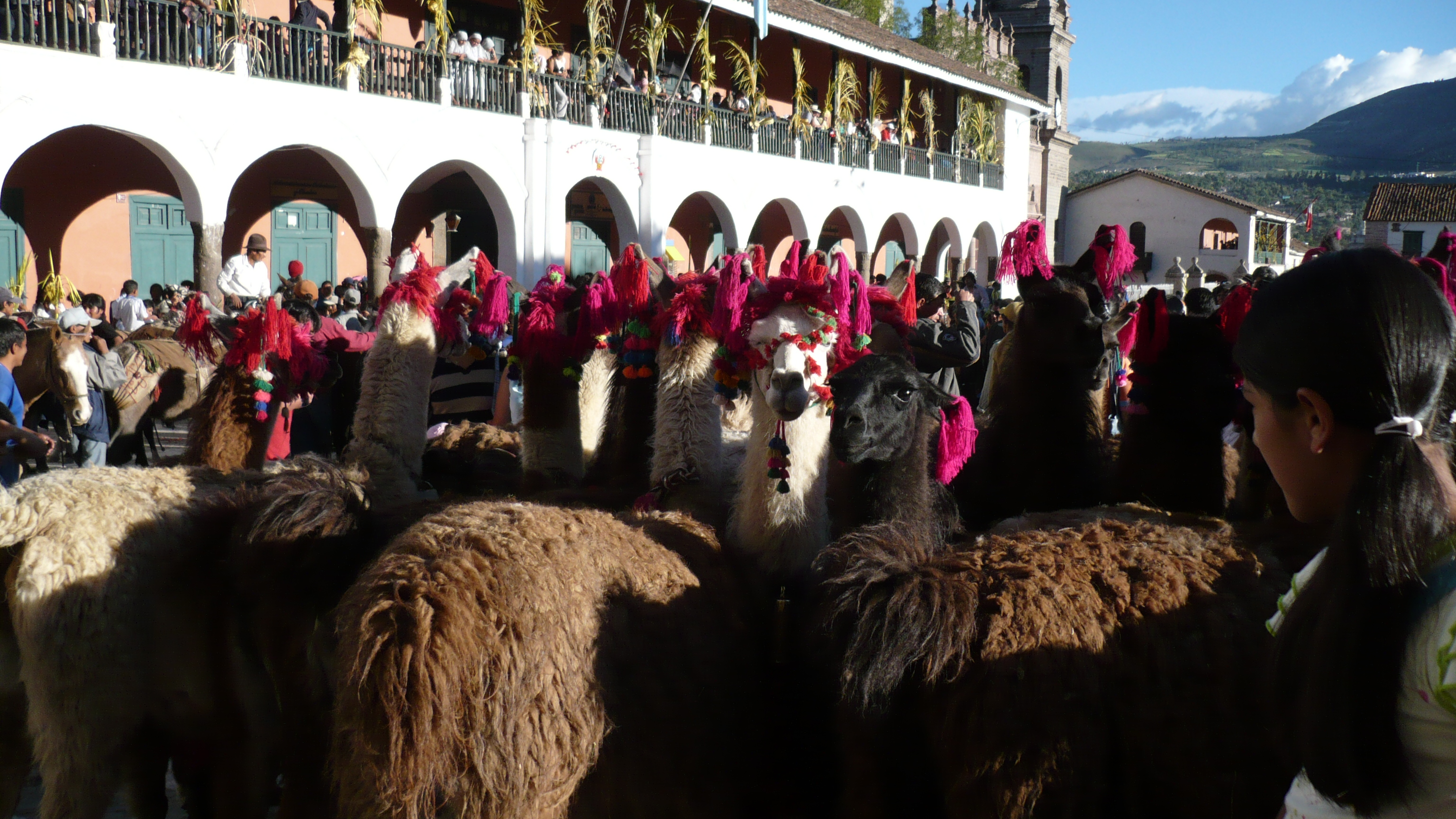
Llames a la Plaça Major
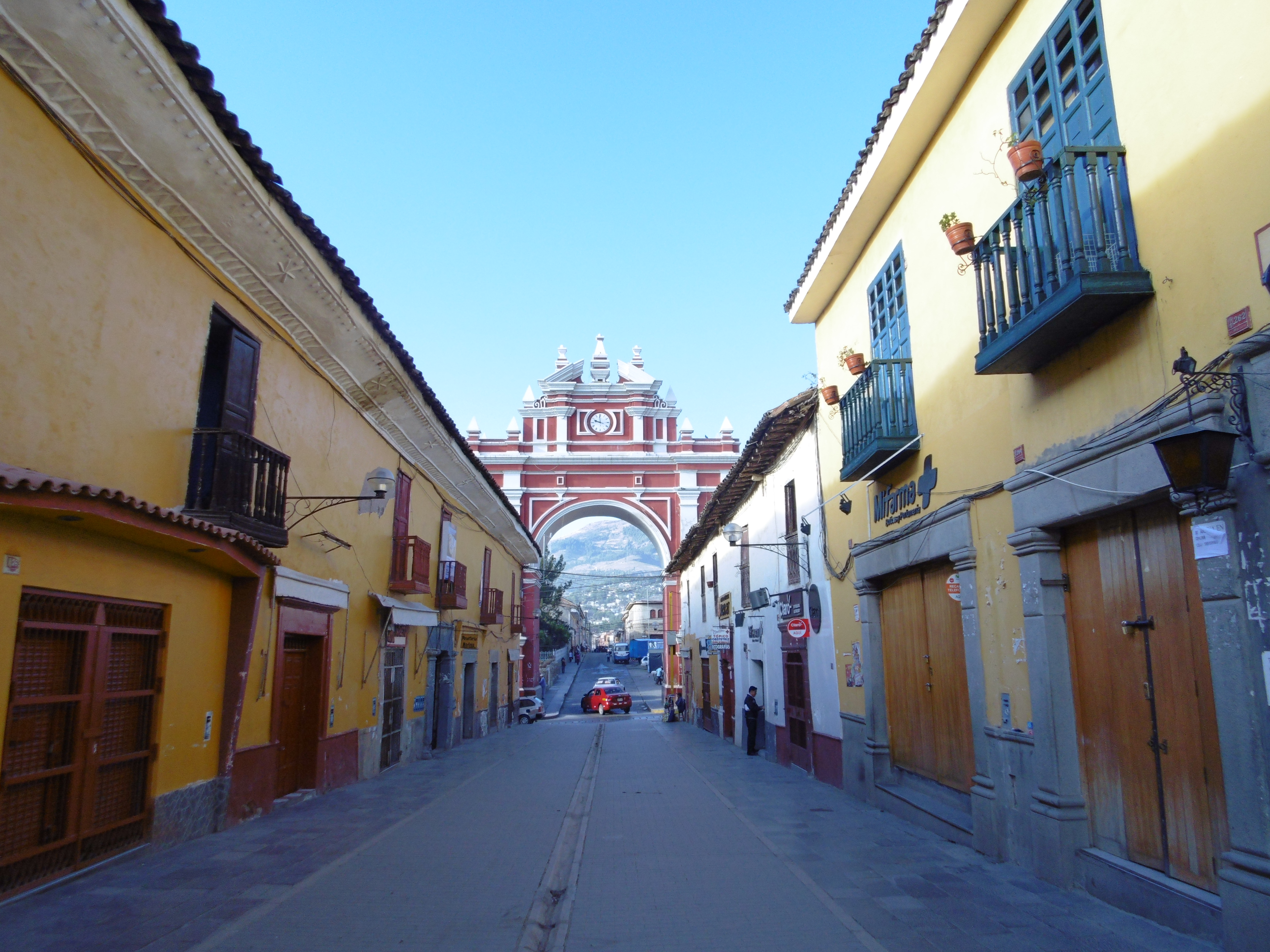
Carrer de vianants 28 de juliol

El 2017 el govern central va llançar el programa Ayacucho Waytarin (renéixer, en quítxua) que pretenia revaloritzar diversos monuments i manifestacions culturals d'Ayacucho. Al gener de 2019 el president Martín Vizcarra va llançar la marca Ayacucho, iniciativa publicoprivada de visibilització de la ciutat per a la promoció turística i consolidar la identitat de la regió.

## Districtes
Encara que no hi ha una delimitació oficial definida, l'àrea metropolitana d'Ayacucho comprèn cinc districtes de la província de Huamanga. Aquests districtes tenen una població de 229.455 habitants a l'any 2020, segons l'INEI.
| Pos   | Districte              | Població |
| ----- | ---------------------- | -------- |
| 1     | Ayacucho               | 111.370  |
| 2     | Andrés Avelino Cáceres | 31.411   |
| 3     | Carmen Alto            | 31.712   |
| 4     | Jesús Nazareno         | 21.028   |
| 5     | San Juan Bautista      | 53.934   |
| Total | Total                  | 249 455  |

Segons el XI Cens de població i VI d'Habitatge fet per l'Institut Nacional d'Estadística i Informàtica el 2007, la ciutat d'Ayacucho comptava amb una població de 151.019 habitants. La taxa de creixement anual era de 2,5%.
Segons l'informe Perú: Estimacions i Projeccions de Població Total per Sexe de les Principals Ciutats, 2000-2015, publicat el març del 2012 i efectuat per Institut Nacional d'Estadística i Informàtica el 2007, la ciutat d'Ayacucho comptava, al juny del 2014, amb una població de 177.420 habitants i la seva taxa de creixement anual era de 2,2%.
El 2014 Ayacucho ocupava el setzè lloc de les ciutats peruanes pel que fa a la població.

## Política

### Alcaldes de la ciutat
Al Perú els alcaldes són elegits mitjançant vot universal i secret des de l'any 1963. No hi va haver eleccions entre 1969 i 1979. Des del 1999 els mandat dura quatre anys.
| Període   | Alcalde                            | Partit polític                                  |
| --------- | ---------------------------------- | ----------------------------------------------- |
| 1540      | Francisco de Cárdenas              |                                                 |
| 1964-1966 | Francisco Vidal Fernández          | AP-DC                                           |
| 1967-1969 | Benjamín Salcedo Munarriz,         | Acción Popular                                  |
| 1981-1983 | Víctor J.Jaúregui Mejía            | Acció Popular                                   |
| 1984-1986 | Leonor Zamora Concha               | PADI                                            |
| 1987-1989 | Fermín Darío Azparrent Taipe       | Esquerra Unida                                  |
| 1990-1992 | Jorge Guillermo García Prado       | Acció Popular                                   |
| 1993-1995 | Walter Humberto Ascarza Olivares   | LLI.19                                          |
| 1996-1998 | Hernán García Zárate               | L.Independent Per Huamanga                      |
| 1999-2002 | Félix Ciriaco Solar La Cruz        | Anem Veí                                        |
| 2003-2006 | Gerardo Francisco Ludeña Gonzales  | APRA                                            |
| 2007-2010 | Germán Martinelli Chuchón          | Moviment Independent Innovació Regional         |
| 2011-2014 | Pánfilo Amílcar Huancahuari Tueros | Moviment Independent Regional Tots amb Ayacucho |
| 2015-2018 | Salomón Hugo Aedo Mendoza          | Moviment Regional Aliança Ayacucho Renace       |
| 2019-2022 | Yuri Gutiérrez Gutiérrez           | Partit Musuq Ñam                                |

## Economia

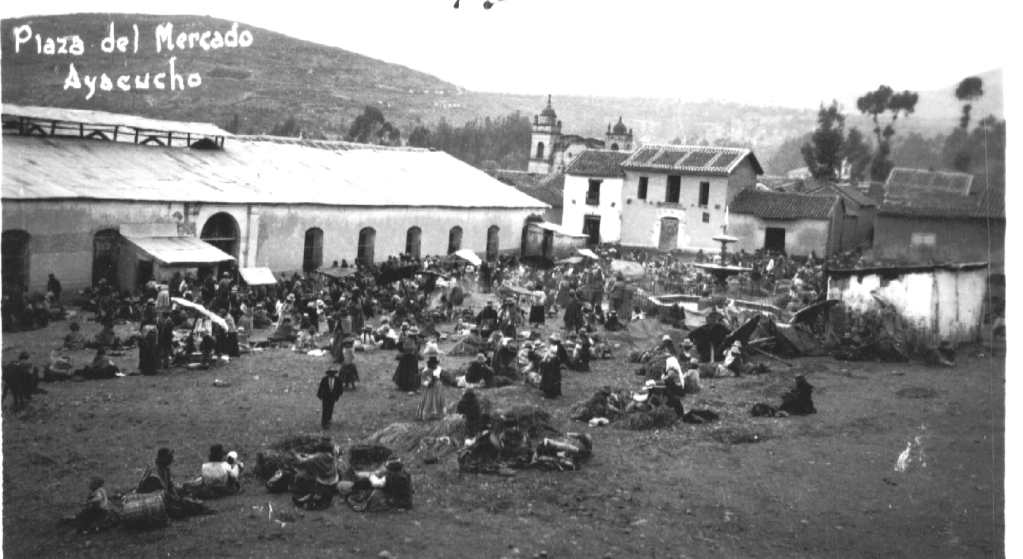
Plaça Santa Clara, a l'oest del mercat Carlos F. Vivanco.

D'acord amb l'estructura productiva de 2006, Ayacucho va aportar l'1% del Valor Agregat Brut (VAB) nacional, una part constant des de 1994. La dinàmica de l'economia està influïda essencialment pel comportament dels sectors agropecuari, serveis governamentals, comerç, altres serveis i construcció. La ciutat alberga la major part del sector terciari de tot el departament. Aquest representa el 52% del VAB departamental, destacant serveis governamentals (17,4%), comerç (15,7%) i altres serveis (12,4%).
La ciutat compta amb dos mercats principals: el mercat de la Magdalena, al barri del mateix nom, i el mercat Carlos F. Vivanco, anomenat Mercat Central, al centre històric de la ciutat.

## Art

### Artesania
La riquesa i la qualitat de l'artesania d'Ayacucho han fet que sigui considerada com a Capital de l'Art Popular i de l'Artesania del Perú. A l'artesania d'Ayacuchoes conjuguen tècniques i tradicions precolombines amb aportacions hispanes i la permanent creativitat dels pobladors de la regió. Les seves expressions més conegudes són els retaules, les talles en pedra de Huamanga i els treballs en argenteria i filigrana. Té molta fama la ceràmica. Des del 2019 Ayacucho és part de la Xarxa de Ciutats Creatives de la Unesco, a la categoria d'artesania i arts populars.
Retaules

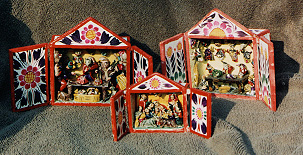
Retaules Ajacutans.

Els Retaules ayacuchanos descendents directes dels espanyols cajones de San Marcos o de San Antonio, representen a l'interior escenes de profund contingut andí. Són una mostra tradicional de la notable capacitat creadora dels artesans d'aquesta terra. La peça paradigmàtica consisteix en una vistosa i acolorida caixa de fusta amb doble porta. Les parets són decorades amb flors de naturalesa diferent i presenta horitzontalment una divisió interior: el Hanan Pacha o món celestial i el Kay Pacha o món terrenal.
Des de l'època colonial el retaule ayacuchano ha continuat evolucionant. Els nivells de representació són ara quatre o sis; els suports són de metall o de vidre; els personatges principals solen ser cabdills històrics i polítics actuals.
Pedra de Huamanga

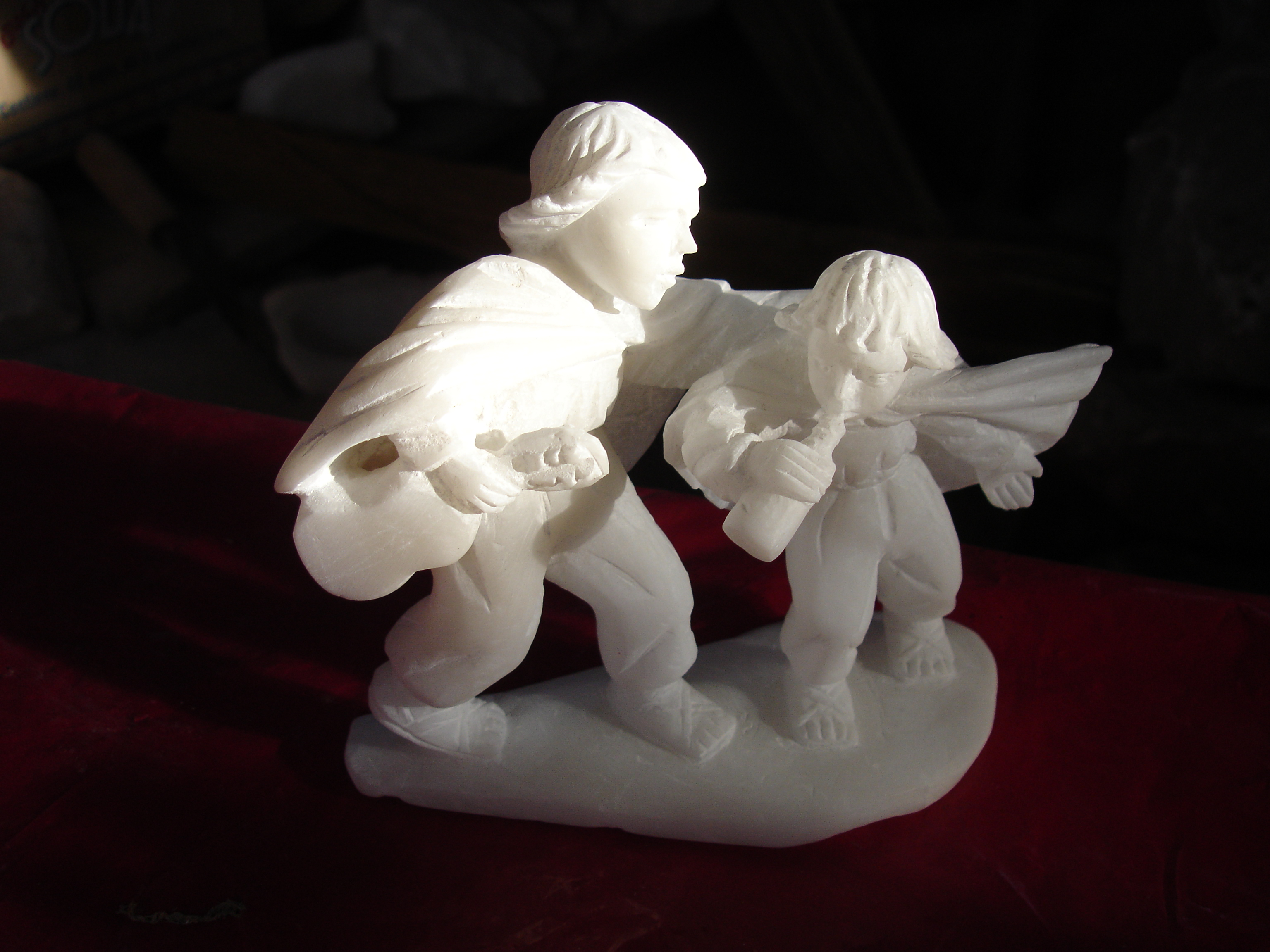
Pedra de Huamanga.

La pedra de Huamanga és el nom local donat a l'alabastre, un mineral de color blanc o, alguns cops, amb tonalitats que van del gris o plom al sèpia. És un sediment d'origen volcànic i es caracteritza perquè és fàcil per esculpir i pel color blanquinós translúcid.
En temps colònials els escultors de Huamanga van tallar quadres en relleu, delicades figures i grups religiosos policromats a l'oli. Les representacions més freqüents van ser les verges, sants, naixements i el davallament de Crist.
Cap a la darreria del segle xviii van aparèixer els temes galants i els lleons xinescos; les figures s'acolorien de manera transparent. A poc a poc el color va desaparèixer i es limita als cabells i als trets del rostre, amb daurat per als detalls. La superfície blanca i polida de la pedra esdevé més important al segle xix, època en què les representacions al·legòriques i profanes van destacar sobre les religioses. Avui els artífexs populars han mostrat més atenció als personatges i temes rurals, i als grups escultòrics en què preval la blancor del material.

### Literatura
Destaca Juan de Mata Peralta qui desenvolupa el compilatori, Tradiciones de Huamanga. Les «Tradiciones de Huamanga» són relats que es conserva per a la posteritat en forma de tradicions, que constitueixen una de les fonts de la història local. El context cultural que es va desenvolupar a la ciutat originà una història urbana plena d'anècdotes i explicacions llegendàries de molts esdeveniments de la vida de la ciutat, com de la vida particular de molts dels pobladors. Aquesta història es transmetia, i encara avui es transmet, oralment, incorporant personatges o desapareixent, magnificant alguns fets i circumstàncies d'acord amb el moment quan es relata i transmet a les noves generacions, aquest missatge de la història urbana rescatada del temps.

### Música
La música d'Ayacucho com a manifestació cultural abasta diversos gèneres. Els primers registres d'una tradició musical ayacuchana comencen amb l'«Apuyaya Jesucrist», cançó religiósa lligada al Divendres de Setmana Santa. Temes com «Adiós Pueblo de Ayacucho» o «Flor de Retama» formen part de l'actual tradició de la música d'Ayacucho. Entre els autors i compositors destaquen, en el huayno, Augusto Polo Campos, les guitarres de Raul García Zárate i Manuelcha Prado; el charango de Jaime Guardia, el violí de Máximo Damián, les veus de Martina Portocarrero, el duo Ayacucho, Los Warpas, entre altres figures.
La ciutat d'Ayacucho va passar per un moment de forta difusió del huayno del sud del Perú produït en part per comptar amb una de les poques empreses d'enregistrament musical en cassets als anys 80 del sud del país. En els anys 1990 aquesta difusió es va consolidar amb l'èxit en vendes dels àlbums compilatoris «Ayacucho en el Corazón de Todos».

### Teatre
A la primera meitat del segle xx hi va haver un corrent de teatre costumista que revalorava l'idioma quítxua i les tradicions orals andines de la regió. A final de la dècada de 1910 Moisés Cavero va escriure el drama Qisanpi sapan urpikuna («coloms solitaris al seu niu»). L'obra va ser estrenada el 1920 en una funció del Cercle d'Obrers Catòlics. Qisanpi sapan urpikuna està entre els primers exemples coneguts de teatre quítxua del Perú republicà que es van ambientar al present i no a l'època incaica. L'obra reflecteix la intensa preocupació per la pagesia indígena que va caracteritzar les dècades de 1910 i 1920. El 1938 es va publicar el drama Yana puyup intuykusqan («envoltat de núvols foscos») de José Salvador Cavero León i el 1939 es va estrenar una obra inèdita de Cavero Cazo, Kaypi wayta, wakpi kichka («aquí la flor, allà l'espina»). Va començar llavors el període d'auge del teatre quítxua ayacuchano, fins al voltant de 1950, coincidint així amb l'auge del projecte regionalista expressat al Centre Cultural Ayacucho i la revista Huamanga.
A la fi dels anys 50 el teatre d'Ayacucho va entrar en una etapa de decadència, segons Salvador Cavero. No s'hi van publicar noves obres de teatre quítxua després de Wakchapa muchuynin (1955). Cavero va atribuir l'ocàs del teatre quítxua a Ayacucho a fenòmens migratoris, tant la partida d'habitants 'Ayacuchoc om l'arribada de migrants d'altres parts del país que no parlaven pas quítxua. Va lamentar que el restabliment el 1957 de la Universitat Nacional de San Cristóbal de Huamanga no tingués l'efecte esperat d'estimular la cultura literària quítxua.
En homenatge a José Salvador Cavero León, la batllia de Huamanga va rebatejar el teatre municipal amb el seu nom.

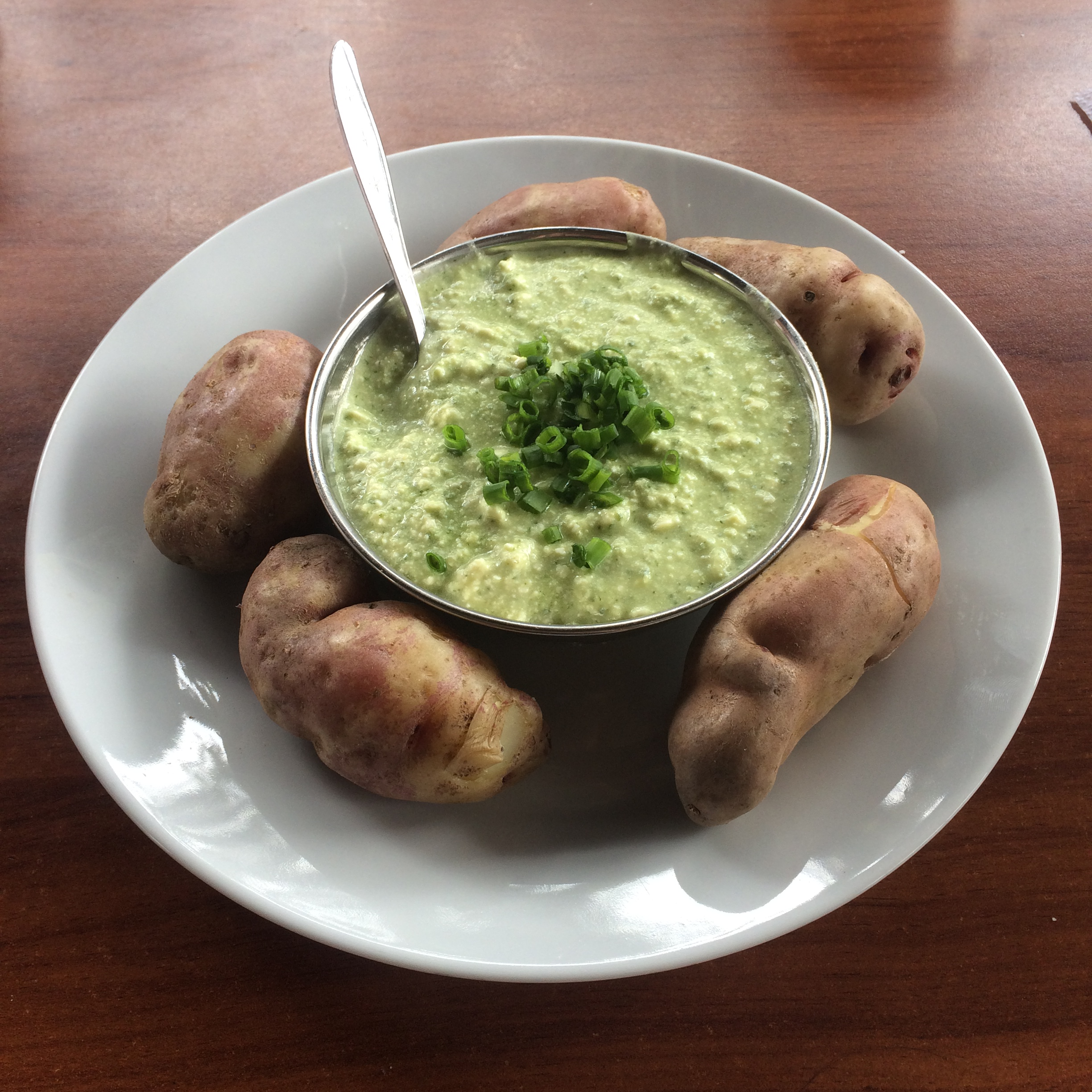
Qapchi

### Gastronomia

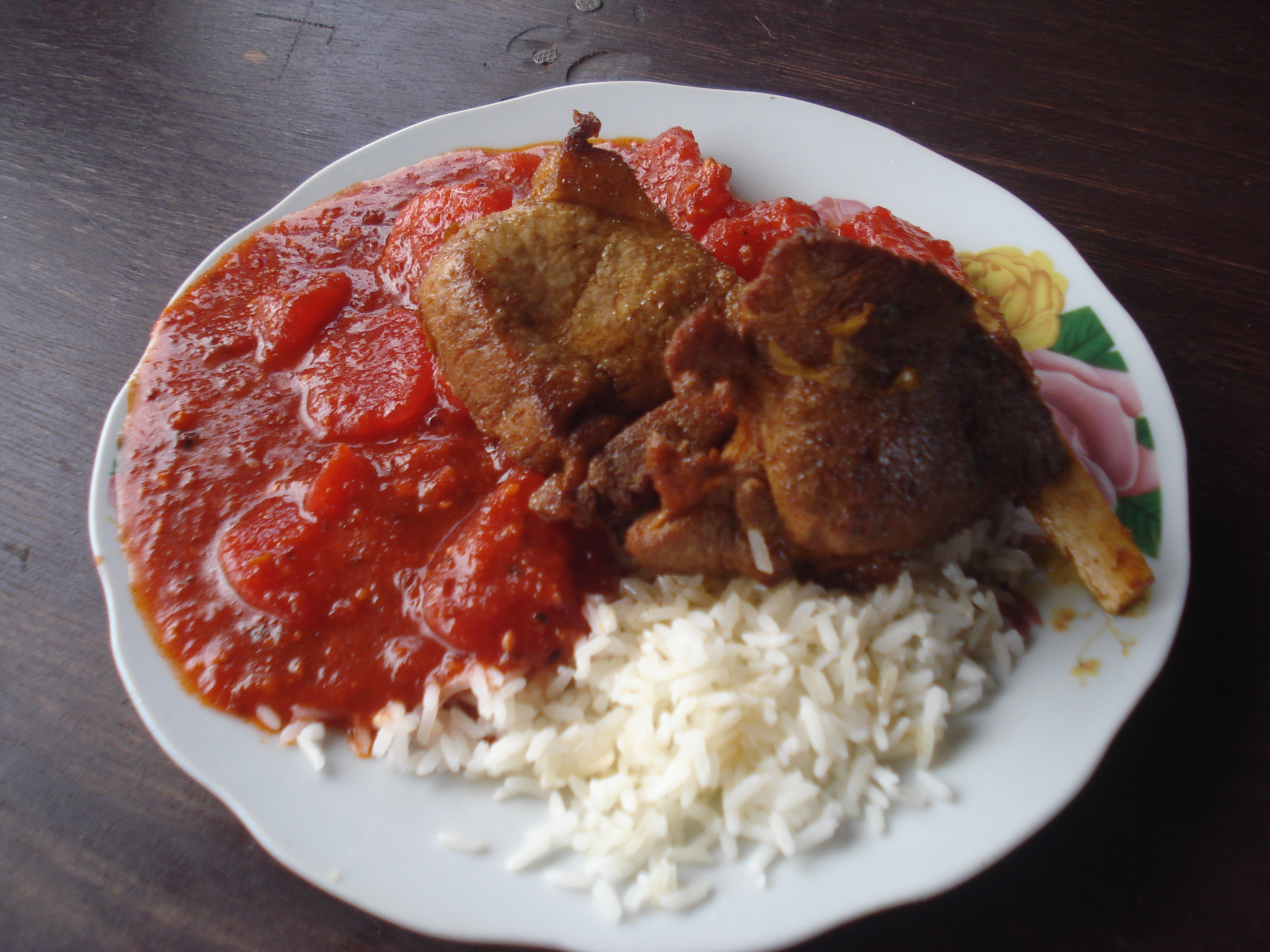
Puca picant

El moltuchi («donar volta», en quítxua), gelat a base de llet fresca, ajonjolí, coco, essència de vainilla, canyella i clau d'olor. Al servir van acompanyat d’airampo (dolç de les llavors de la tuna que li dona un color vermelló) i de neules fetes de farina especial amb anís. Son unes postres tradicionals de llarga data a la ciutat, com a mínim des del segle passat. En el passat, quan no hi havia electricitat, les famílies d'hisendats manaven els seus criats fins al nevado Razuhillca a dur glaç embolicat amb ichu en mules, per preparar el moltuchi. tradicionalment es consumeix al portal Unión de la Plaça Major, venut per senyores amb vestit típic de la regió, anomenades mutxutxeres, que giren manualment una olla de metall sobre un recipient que conté el glaç.

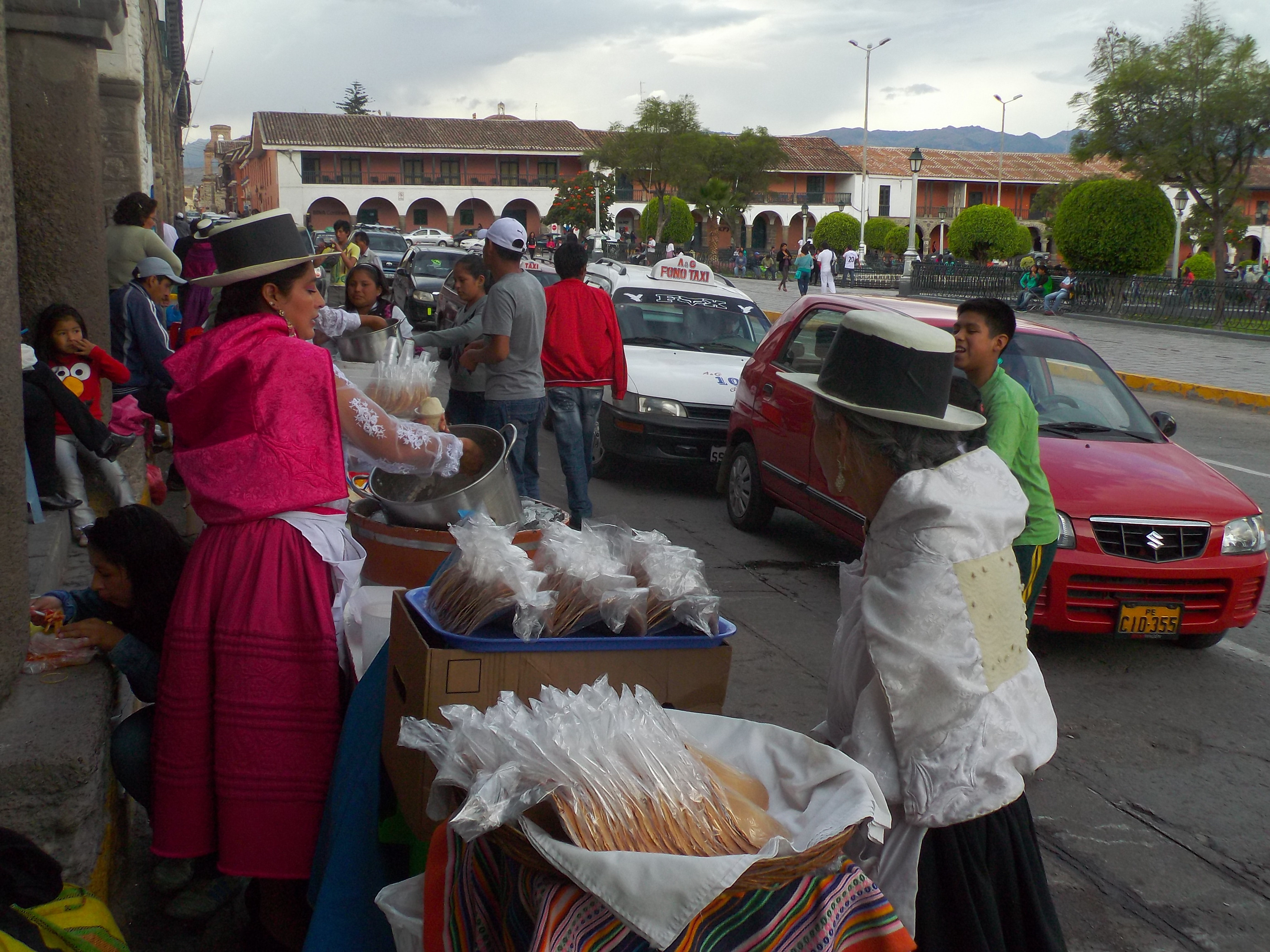
Muyuchi a la Plaça Major

## Festivitats

### Setmana Santa
Ayacucho destaca no només pels nombrosos temples i casals colonials, sinó també pels costums i tradicions ancestrals, que reflecteixen la fe del seu poble.
La Setmana Santa d'Ayacucho és la segona més important del món després de la de Sevilla (Espanya). En aquestes dues ciutats es mantenen els rituals antics de Setmana Santa, on se sent un fervor religiós especial. La Setmana Santa dura deu dies, durant els quals la població i els turistes participen de les cerimònies religioses i processons, així com en activitats culturals, artístiques, gastronòmiques i comercials. La particularitat d'aquesta Setmana Santa és el seu sincretisme que barreja les tradicions andines i europees.
Tots els estaments de la societat d'Ayacucho participen d'alguna manera en els diversos esdeveniments que conformen aquesta festivitat religiosa i pagana singular i acolorida. Des de les autoritats locals, com estatals, passant pels majordoms de les vuit principals processons de la ciutat. Als principals carrers del centre de la ciutat es confegeixen belles catifes de flors per rebre les processons.
El Divendres Sant s'escenifica el camí al calvari, i a la nit, els llums de la Plaça Major s'apaguen i surt la processó del Señor del Santo Sepulcro, on la imatge de Crist jeu en un fèretre de vidre adornat amb flors blanques acompanyat de la Verge Dolorosa. Aquesta commovedora processó és acompanyada per fidels vestits de dol amb ciri en mà, que acompanyen en dol la processó al compàs de la banda de músics i el cor, que dedica esgarrifoses cançons, entre d'altres la tradicional «Apuyaya Jesucristo». Finalitzada la processó i gairebé al final del dia, els joves es dirigeixen al «Vela Toro» o Toro Velay, que és el clarejar previ al «Pascua Toro» del dia dissabte.

### Carnaval ayacuchano
Durant el mes de febrer el carnestoltes reuneix grans i nois en una celebració que oficialment dura tres dies, però que comença un mes enrere amb l'arribada de les comparses rurals, les quals vénen des dels diferents llocs del departament, tant per a competir en el gran concurs de comparses rurals, com per ballar pels carrers de la ciutat mostrant la riquesa cultural del lloc d'on provenen, riquesa que troba al seu cant i la dansa sempre al ritme dels carnavals.
El 4 de desembre del 2003 l'Institut Nacional de Cultura (INC) va declarar Patrimoni Cultural de la Nació els Carnavals d'Ayacucho, per ser una de les celebracions del carnaval més belles del Perú, que no només se celebren a Huamanga, sinó a molts districtes d'aquesta ciutat. És l'únic carnaval del Perú que és declarat oficialment com a Patrimoni Cultural de la Nació.

### Dia de la cançó ayacuchana
El 1988 l'Institut Nacional de Cultura d'Ayacucho emet la Resolució Directoral N.º 005, declarant el 6 de novembre de cada any com a «Dia de la Cançó Folklòrica d'Ayacucho», en homenatge al professor Felipe Nery García Zárate, mort el mateix dia un any abans. Durant aquest dia es fan diverses activitats culturals i folklòriques.

## Arquitectura

### Temples

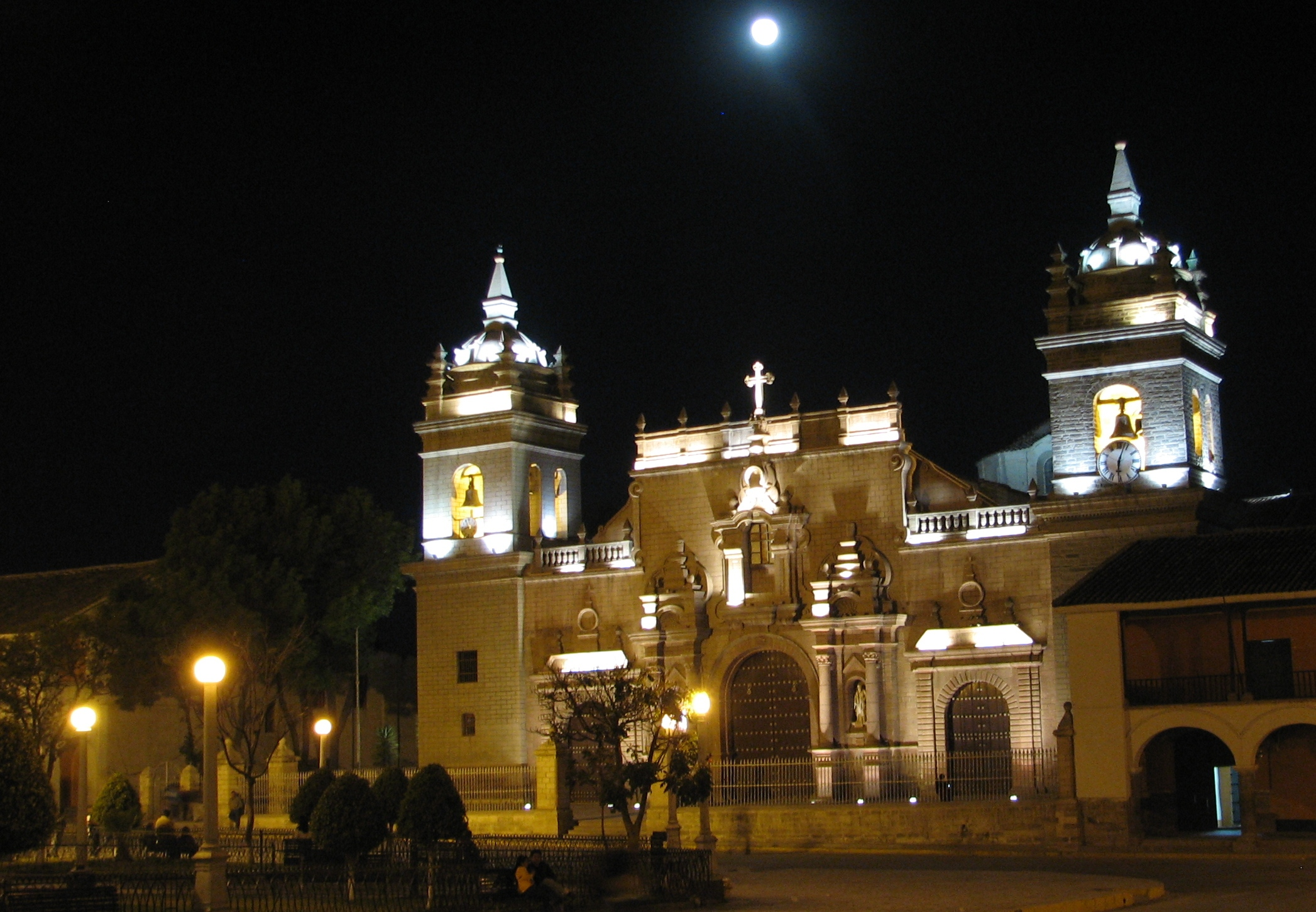
Il·luminació nocturna de la Basílica Catedral d'Ayacucho

Els temples catòlics més antics es remunten al segle xvi, època en què es van assentar a la zona els primers ordes religiosos. En general els temples colonials d'Ayacucho combinen elements hispànics, llatins i àrabs, amb particularitats indígenes, com les pedres treballades amb motius de la flora i fauna local.

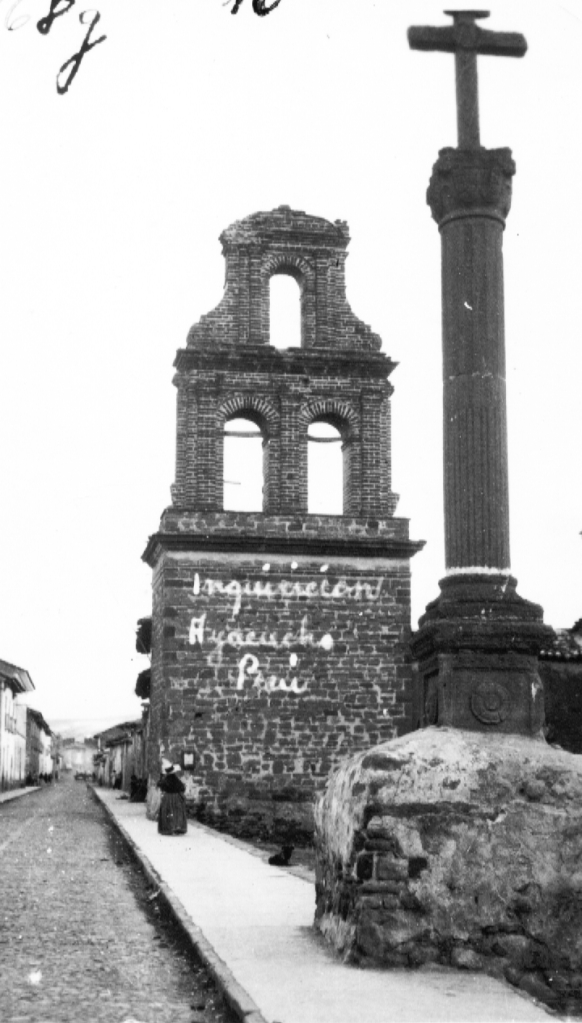
Santo Domingo el 1924. L'espadanya (la qual es pensa erròniament que era usada com a lloc de penjat i càstig als heretges) i la columna coríntia coronada per una creu de pedra van ser edificades en memòria de les víctimes de la tempestat i terratrèmol que va abatre sobre Huamanga el 9 de octubre de 1640.

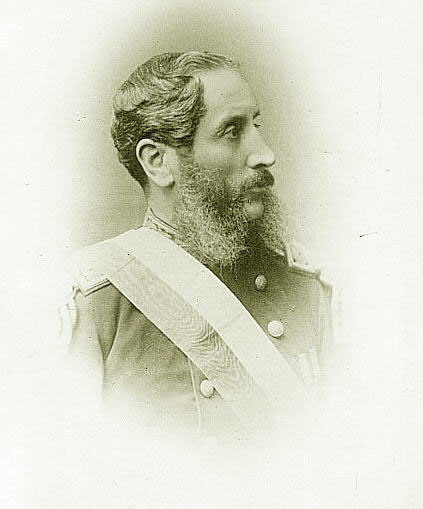
L'il·lustre ayacuchano, Andrés A. Cáceres, gran mariscal del Perú, patró de l'arma d'Infanteria, President del Perú i heroi peruà.

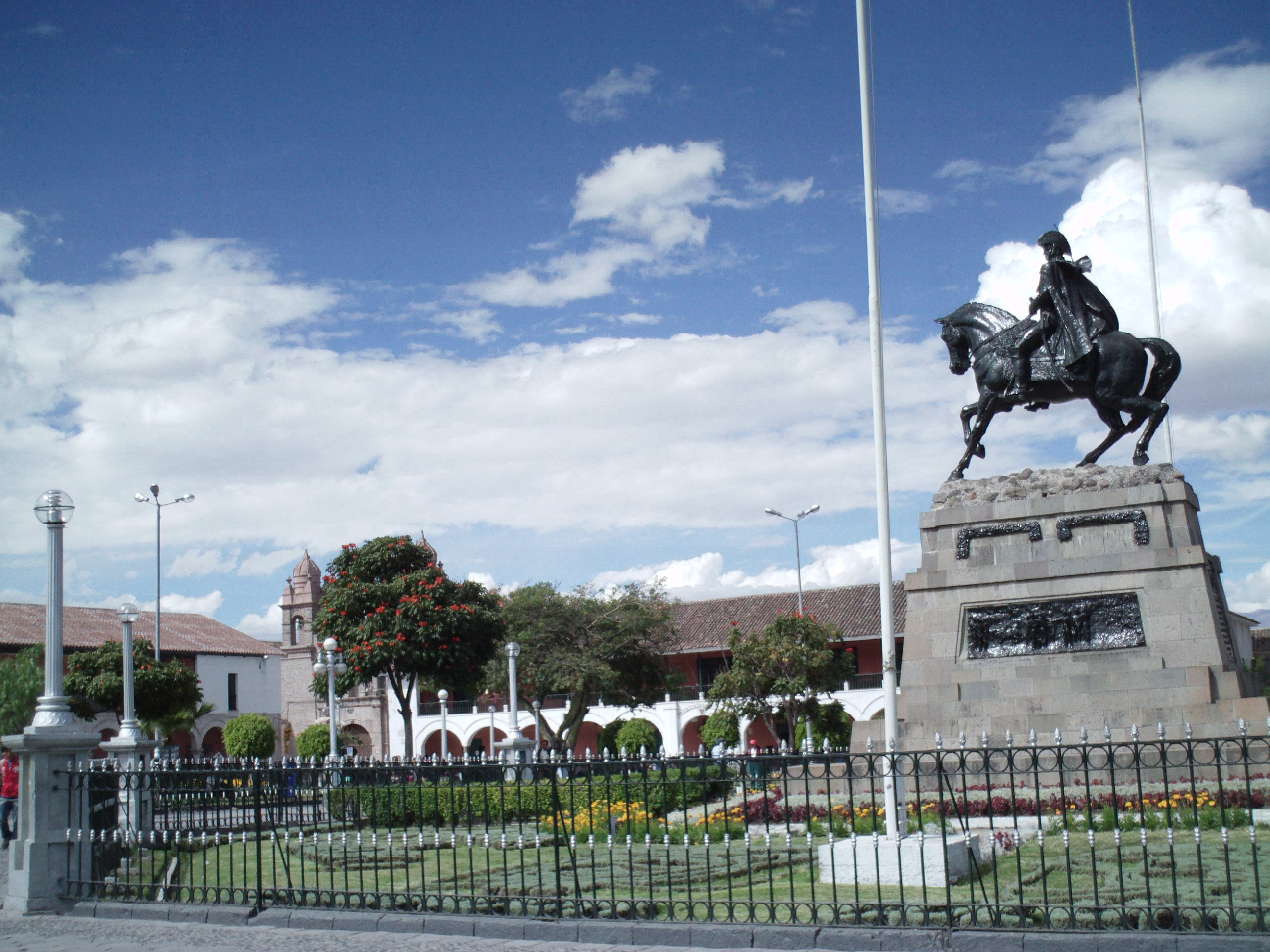
Monument al Mariscal Sucre a la Plaça Major d'Ayacucho.

Plaça MajorÉs al centre de la ciutat i està envoltada d'edificis que majoritàriament daten dels segles xvi i xvii. És la plaça més gran del Perú i un conjunt monumental d'alt valor històric i arquitectònic. El conjunto de tots els elements tenen un alt nivell d'harmonia. Es va fer a l'estil de les places d'Espanya, com les de Mèrida i Trujillo. Les construccions que envolten la plaça són veritables obres darquitectura del barroc colonial; els arcs de pedra i els sostres d'argila vermella són vistosos des de qualsevol angle. És l'única al Perú amb portals constituïts per columnes i arqueries de pedra, als quatre costats. Al perímetre de la plaça es troben casalots fets amb pedres blanques, que alberguen la seu de les principals institucions com la batllia, la prefectura, la cort superior de justícia i la Universitat Nacional San Cristóbal de Huamanga. El monument que sobresurt al centre va ser erigit en honor al Gran Mariscal d'Ayacucho Antonio José de Sucre, el qual es troba envoltat d'escuts bolivarians. Als anys 1990 es va fer una remodelació amb l'addició de dues fonts d'aigua als costats est i oest.
Albereda d'Huamanga o ValdeliriosAnteriorment denominada Alameda de Santa Teresa i després Alameda del Río. Va ser construïda pel prefecte José María Frías entre 1833 a 1834, mentre que l'intendent Demetrio O'Higgins va manar construir la triple arqueria, imitant l'arc del triomf de París, que la porta d'entrada a l'Albereda. Rufino Macedo, va manar construir els arcs de calç i pedra, avui anomenada terrat o mirador, en homenatge a la independència de Huamanga i a la batalla d'Ayacucho. Va ser remodelada per l'arquitecte Ernesto Gastelumendi als anys 1960.
Santuari Històric de la Pampa de Quinua o AyacuchoÉs al districte de Quinua, pintoresca i bucòlica terra de terrissers i agricultors, a 32 km de la ciutat d'Ayacucho, on el 1824 es va lliurar la batalla d'Ayacucho. En commemoració s'hi ha erigit un obelisc de 44 m d'alçada des del qual es pot apreciar el camp ayacuchana. Alguns anys, al seu aniversari, s'escenifica amb realisme els moments lliurats en aquella batalla. Hi assisteixen centenars de persones. A la Plaza de Armas del districte, es pot visitar la casa on es va signar la Capitulació d'Ayacucho, actual museu de lloc.

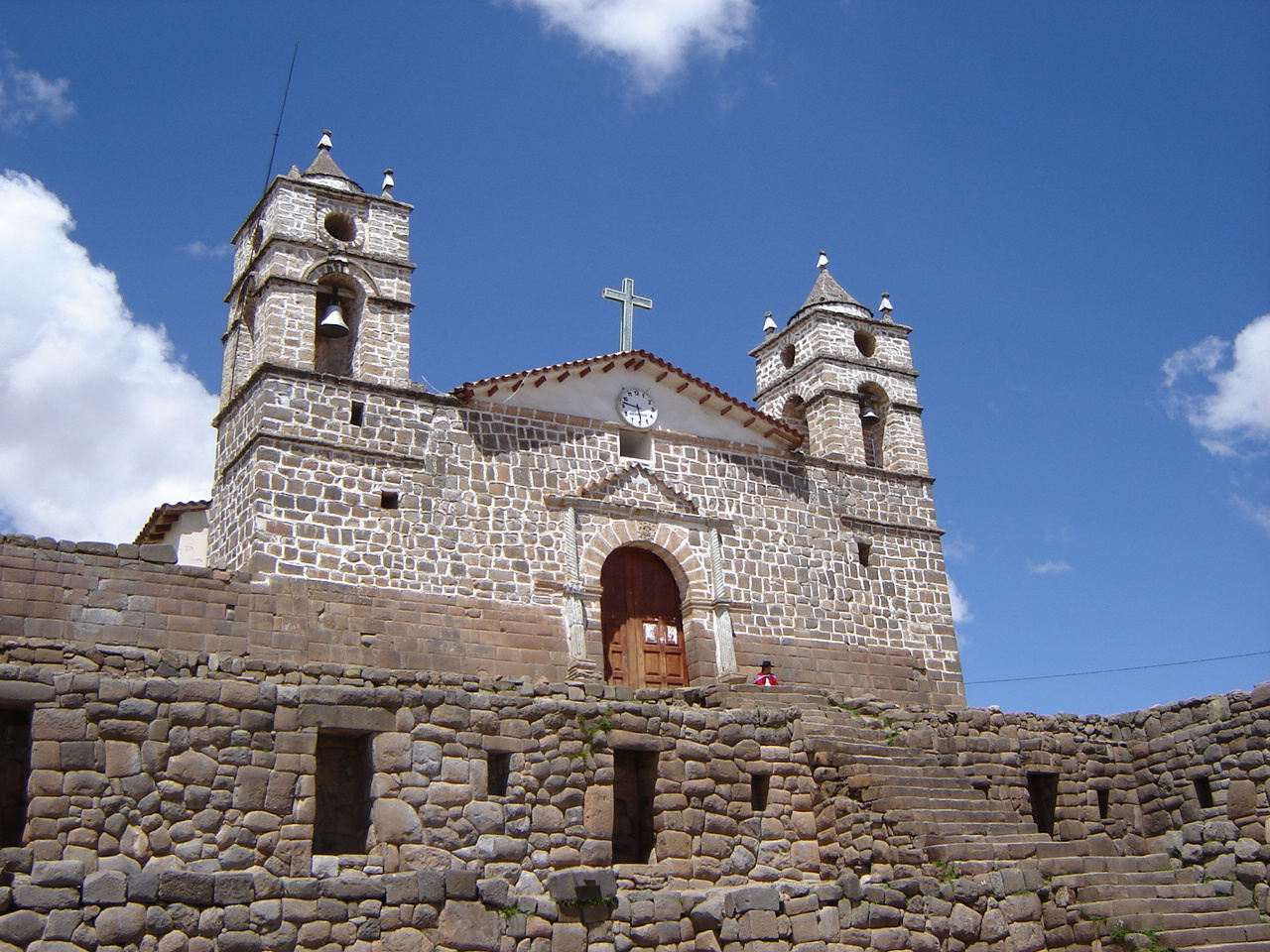
Catedral i Temple del Sol, Vilcashuamán

- Cova de Pikimachay: És a 200 m del km 24 de la carretera Ayacucho-Huanta. En aquest lloc s'han trobat instruments lítics del Paleolític andí i restes òssies d'animals l'antiguitat dels quals data de 20.000 anys ac[17] Les restes prehistòriques es conserven avui a la ciutat de Huanta i són considerades com unes dels més antigues d'Amèrica del Sud.

- Complex arqueològic al districte de Vilcashuamán: És a 118 km, al sud-est de la ciutat d'Ayacucho, a 3150 msnm. És una ciutat incaica que data del segle xv. Va ser fundada per Pachacútec i és considerada com un dels centres administratius més importants del Tahuantinsuyo.[19] Vilcashuamán, que significa «falcó sagrat», és un conjunt de restes arqueològiques d'una ciutat incaica, construïda al més pur estil arquitectònic cusqueño. Els murs han estat edificats amb blocs de pedra esculpida que aconsegueixen un encaix perfecte. Aquestes construccions monumentals són adornades amb portes trapezoïdals de llindes monolítiques, a més de nínxols i fornícules. Alguns murs presenten talles en alt relleu de serps i altres animals. Els principals sectors arqueològics de Vilcashuamán són: El Temple del Sol i de la Lluna, L’Ushnu o Piràmide Cerimonial i el Kallanka o Palau de Tupac Inca Yupanqui.

## Benestar social
A la ciutat hi ha una seixantena d'institucions educatives entre públiques i privades. L'administració de l'educació bàsica a la ciutat va a càrrec de la Unitat de Gestió Educativa (UGEL) Huamanga, adscrita a la Direcció Regional d'Educació Ayacucho del Ministeri d'Educació. Arran de la forta presència religiosa de la ciutat, diverses institucions estan vinculades a congregacions religioses.
- Col·legis Mariscal Andrés Avelino Cáceres, i col·legi San Ramón. Col·legis estatals, anteriorment, Grans Unitats Escolars (GUE):
- Col·legi Nuestra Señora de las Mercedes. Col·legi estatal de dones.
- Col·legi Salesià Don Bosco. Col·legi particular parroquial d'homes, de la congregació dels Salesians de Don Bosco
- Col·legi María Auxiliadora. Col·legi particular parroquial de dones, de la Congregació Filles de Maria Auxiliadora
- Col·legi Nuestra Señora de Fátima. Col·legi estatal.
- Col·legi San Antonio de Huamanga. Col·legi particular parroquial mixt, de l'Orde Franciscana
- Col·legi "Maria Parado de Bellido". Col·legi públic estatal de dones.
- Col·legi Luis Carranza. Col·legi estatal
- Col·legi Federico Froebel
- Col·legi San Agustín

Des de 1967 la ciutat compta amb dos establiment superior de formació artística: L'Escola de Superior de Música Condorcunca d'Ayacucho, i l' Escola de Superior de Formació Artística Pública Felipe Guamán Poma d'Ayala.
La Universitat Nacional de San Cristóbal de Huamanga és la segona universitat fundada al Perú. Va ser fundada amb categoria de Reial i Pontifícia, el 3 de juliol de 1677, per l'Il·lustre Bisbe de la Diòcesi de Huamanga, D. Cristóbal de Castilla y Zamora. La fundació fou ratificada el 21 de desembre de 1680 pel rei Carles II d'Espanya. El 2010 es va fundar la Universitat d'Ayacucho Federico Froebel que fou tancada 9 anys més tard.

### Salut
Com a capital administrativa i econòmica la ciutat compta amb es els principals centres de salut tant públics com privats del departament.

### Esport
Hi ha una lliga de futbol i bàsquet a nivell de districte que entrena al Complex Esportiu Ciudad de Caracas. Un dels equips representatius és l'Ayacucho Futbol Club (anteriorment denominat Intigas), que juga a la Primera Divisió del Perú i entrena a l'Estadi Ciudad de Cumaná.

## Comunicació i transport
La ciutat d'Ayacucho és un node de connexió de diverses carreteres nacionals. Compta amb tres terminals terrestres de passatgers.
Connexions departamentals
| Destinació   | Tipus de via                   | Mitjà d'accés                                                               | Distància | Temps auto |
| ------------ | ------------------------------ | --------------------------------------------------------------------------- | --------- | ---------- |
| Lima         | Carretera asfaltada            | PE-1S Carretera Panamericana Sud, PE-28A Carretera Libertadores             | 540 km    | 7h         |
| Abancay      | Carretera asfaltada            | PE-3S Longitudinal de la Sierra Sur                                         | 390 km    | 5h 30min   |
| Arequipa     | Carretera asfaltada i afirmada | PE-32 Carretera a Puquio (veu Querobamba), PE-1S Carretera Panamericana Sud | 880 km    | 12h        |
| Cusco        | Carretera asfaltada            | PE-3S Longitudinal de la Sierra Sur                                         | 596 km    | 8h 30min   |
| Ica          | Carretera afirmada             | PE-1S Carretera Panamericana Sud, PE-28A Carretera Libertadores             | 312 km    | 4h 30min   |
| Huancavelica | Carretera asfaltada i afirmada | PE-24A, via Rumichaca                                                       | 257 km    | 5h         |
| Huancayo     | Carretera asfaltada i afirmada | PE-3S Longitudinal de la Sierra Sur, via Churcampa                          | 125 km    | 5h 30min   |

- El principal Aeroport Coronel FAP Alfredo Mendivil Duarte de la ciutat d'Ayacucho